# Landsknecht

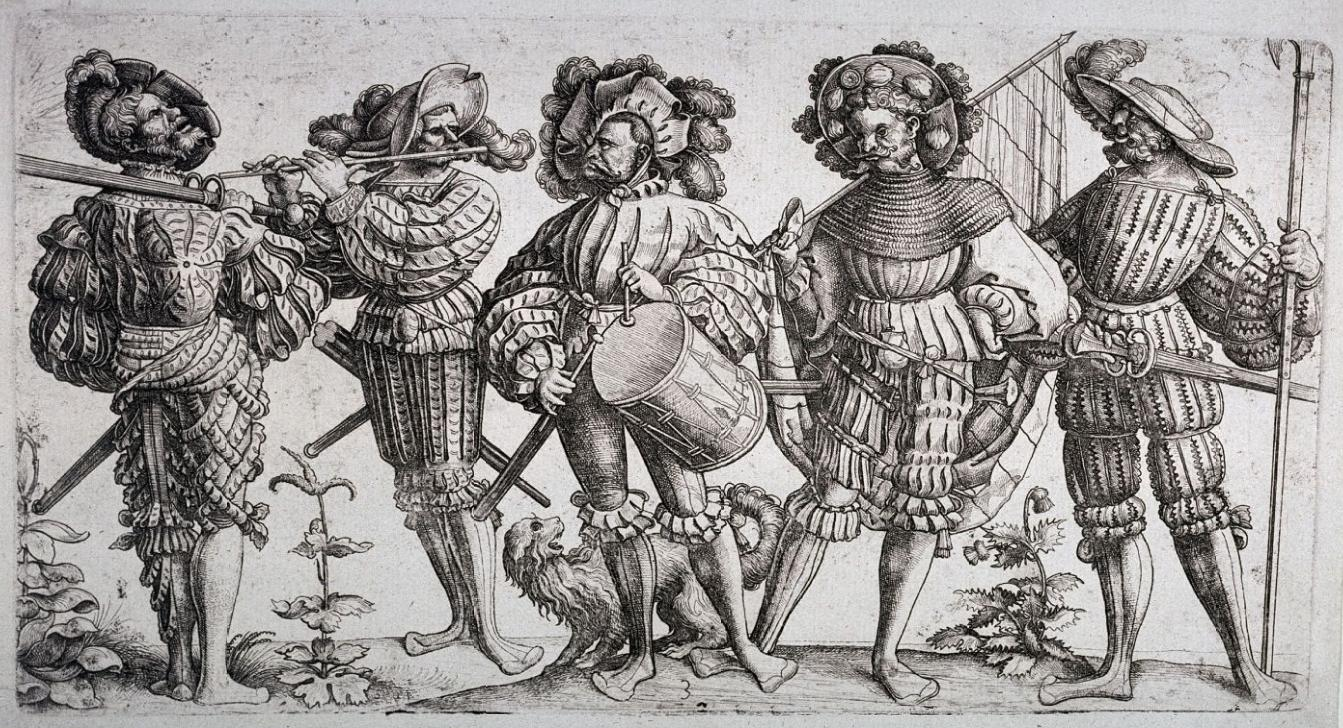
Az öt landsknecht (Daniel Hopfer rajza, 16. század eleje)

A landsknechtek (kora újfelnémet nyelven: Lanzknecht) 15. század végi-16. századi gyalogos német zsoldoskatonák voltak, akiknek elsődleges fegyvere a pika volt. A landsknechteket eredetileg a Német-Római Birodalom császárai toborozták német nyelvű tartományaikban, de számos más európai uralkodó számára is harcoltak. Bár a harctéren modern taktikájuknak és fegyelmezettségüknek köszönhetően félelmetes ellenfélnek számítottak, ha nem kapták meg a zsoldjukat vagy szerződés nélkül maradtak, gátlás nélkül raboltak, fosztogattak. A landsknecht „fegyvernem” alapvetően I. Miksa császár uralkodásának idején alakult ki.

### Nevük eredete
A Lantknecht kifejezést a 15. században olyan küldöncre, hírvivőre alkalmazták, akire alkalomadtán katonai feladatokat is bíztak. A knecht a középfelnémet kneht (legény, ifjú) szóra vezethető vissza, de már korán utalnak vele katonákra is. Hasonló gyökerű az angol knight, amely eredetileg lovas harcost jelentett és később lett belőle nemesi cím. Német nyelvterületen a Knecht főleg a zsoldosokra vonatkozott; a középkorban gyakran előfordulnak a Waffenknecht („fegyveres legény”), Fußknecht ("gyalogos legény") vagy Stadtknecht ("városi legény") kifejezések, de a Bodeni-tó vidékéről származó zsoldosokat Seeknecht-nek („tavi legény”), a cseh zsoldosokat pedig Waldknecht-nek („erdei legény”) hívták. A toborzással kapcsolatosan alkalmanként használták a Landsknecht szót is, de ekkor még nem utaltak vele a későbbi katonai egységekre.
A Landsknecht kifejezés 1482 után kapott külön jelentést, amikor Miksa császár Burgundiában svájci mintára új gyalogsági alakulatokat szervezett. A szót ebben az értelemben először az 1486-os konföderációs dekrétumokban használták és olyan zsoldoskatonát jelentett, akit nem Svájcban, hanem a birodalmi tartományokban toboroztak. 1502 körül megjelenik a Lanzknecht kifejezés is, amely valószínűleg fonetikus írásmódból ered (és nem a Lanze=lándzsa szóból).
1527-től az olasz nyelvben is nyomon követhető a „lanz” (valószínűleg az olasz lanzo, lanzichenecco szóból) rövidítés, amelyet pejoratív kifejezésként használtak a németekre.

## Történetük

### A zsoldosseregek eredete

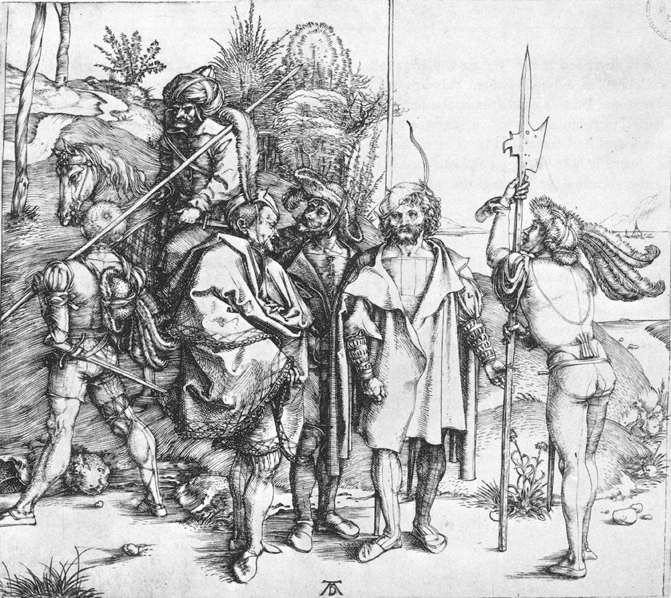
Landsknechtek és törökök (Albrecht Dürer rajza)

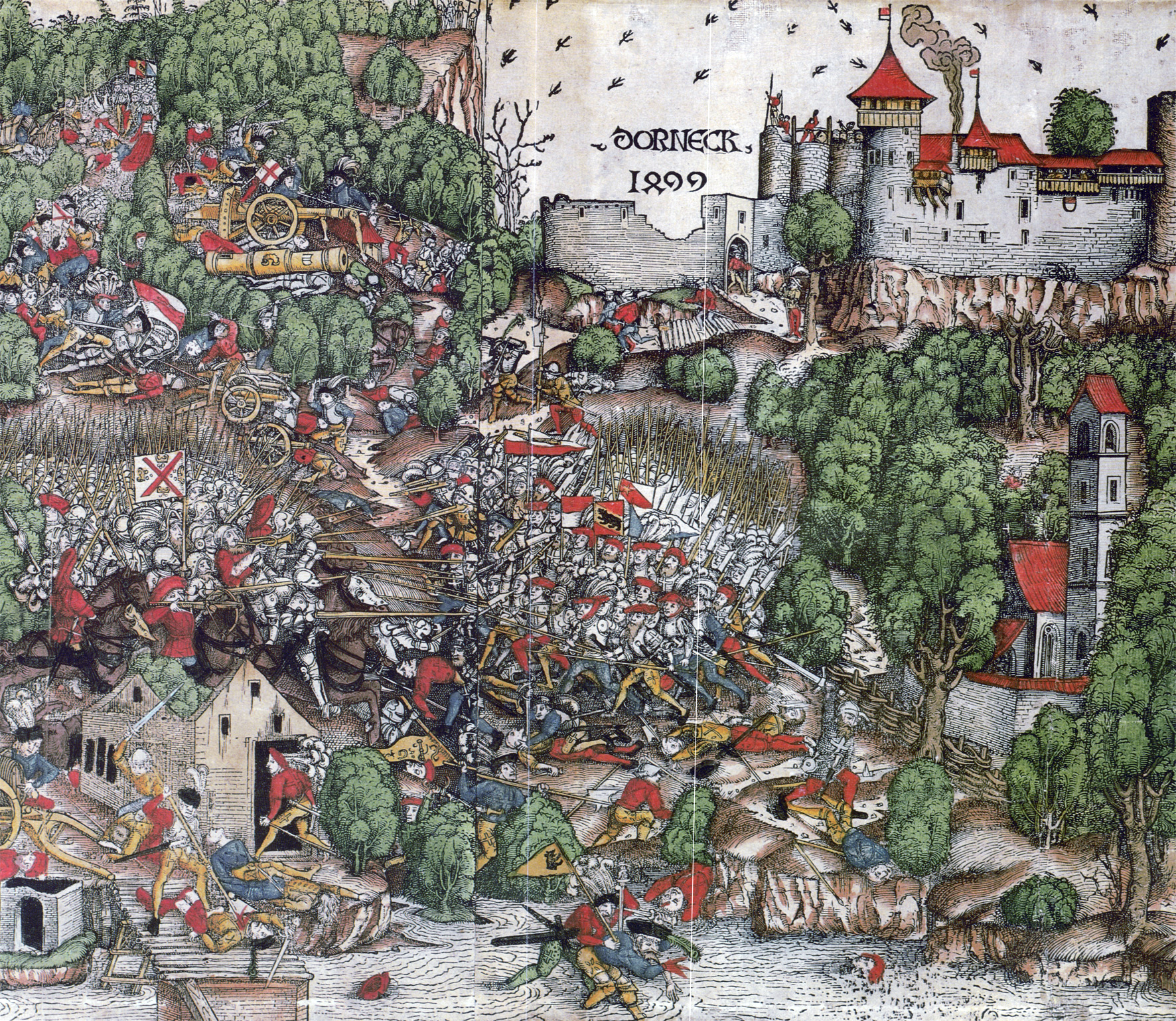
A svájciak legyőzik a landsknechteket a dornachi csatában

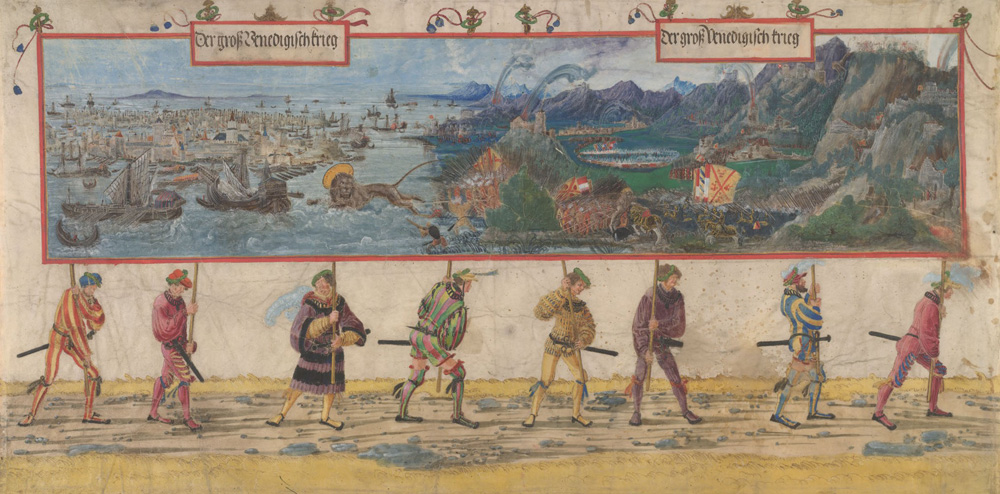
Miksa császár diadalmenete a velenceiek legyőzése után (Albrecht Altdorfer képe)

A késő középkor hadseregeinek alapját egyrészt a vazallusok képezték, akik a hűbéresküjüknek megfelelően a birtokukról származó fegyveresekkel együtt a hűbérúr hívására vonultak hadba; másrészt az ország védelmére kötelezhetőek voltak egyes specifikus csoportok is, jellemzően a városi polgárok, akik főleg saját városuk falait védték. A feudális hadseregek mellett az uralkodók és a kellően vagyonos városok egyre nagyobb mértékben vették igénybe fizetett zsoldosok szolgálatait is, akik hamarosan kikezdték a lovagság elit haderőre vonatkozó monopóliumát. Ilyen zsoldosok voltak a 12. századi brabanzonok a Brabanti Hercegségben, akik fizetségért és zsákmányrészért harcoltak; a százéves háborúban a franciaországi armagnac párt; vagy az észak-itáliai városokban a condottierék, akik tulajdonképpen vállalkozásként kezelték a háborúskodást. Ezek a zsoldoscsapatok igen vegyes képet mutattak és sem egységes haderőt nem alkottak, sem egységes szabályozás nem vonatkozott rájuk. A toborzóknál csavargók, parasztlegények ugyanúgy felcsaptak zsoldosnak, mint a gyakorlott fegyverforgató szaracén harcosok vagy a genovai számszeríjászok.
A középkor végére már bebizonyosodott, hogy a szálfegyverekkel felszerelt, fegyelmezett gyalogság ellent tud állni a páncélos lovagok elsöprőnek tartott rohamának. Ennek első példáját az 1302-es courtrai-i (vagy aranysarkantyús) csata mutatta, ahol a flamand gyalogosok döntő győzelmet arattak a nagyjából hasonló létszámú francia lovagsereg felett. A 15. század elején a husziták tűzfegyverekkel és szekérvárakkal állították megoldhatatlannak tűnő feladat elé a nehézlovasságot. A pikás és alabárdos svájci gyalogosok pedig az 1315-ös morgarteni és az 1386-os sempachi csatában verték tönkre a Habsburgokat, majd 1477-ben Nancynál a burgundi Merész Károlyt is.

### A landsknechtek megjelenése
Merész Károly halála után Burgundia III. Frigyes császár fiára, Miksára szállt. Miksa, hogy igényeit katonailag is érvényesíthesse XI. Lajos francia királlyal szemben, először a flamandokhoz folyamodott. Az 1479-es guinegate-i csatában sikerrel alkalmazták az addig a svájciakra jellemző lándzsás gyalogostaktikát, és még olyan előkelő lovagok, mint a Savoyai-házból származó Engelbert nassaui gróf, vagy Remont gróf is leszálltak csataménjeikről és beálltak a lándzsások soraiba. A diadal lehetővé tette, hogy Miksa megtarthassa a megörökölt területek nagy részét; de ahhoz, hogy a további francia támadásokat elháríthassa, és nyomást gyakorolhasson az erős bajor és cseh uralkodókra, miközben a császári csapatokat lekötötte a magyarokkal vívott háború, a Habsburgoknak továbbra is szüksége volt saját, mobilis hadseregre. Mivel hűbéreseire vagy a császári csapatokra nem számíthatott, kénytelen volt saját maga toborozni zsoldosokat. 1487-ben, mindössze néhány hónappal azután, hogy német királlyá koronázták, a landsknecht kifejezés már meg is jelent a toborzási szerződésekben. Ezeket az egységeket Brüggében képezték ki II. Eitel Friedrich von Hohenzollern pramcsnoksága alatt, svájci kapitányok segítségével és 1490-ben letették az esküt Miksának.

### Fénykoruk
Amikor a 15. század végén a Svájci Konföderációval való konfliktus a sváb háborúvá fajult, Miksa landsknechtjei a Sváb Liga (amelyet a bajor Wittelsbach-ház expanziós törekvéseinek ellensúlyozására alapítottak 1488-ban) oldalán vonultak harcba. A császári-sváb csapatok megalázó vereségeket szenvedtek a svájciaktól. Innen eredt a német landsknechtek és a svájci reisläuferek közötti mély gyűlölködés és emiatt fajult a konfliktus „rossz háborúvá”, ahol nem ejtettek foglyokat, és a legyőzött vagy sebesült ellenfelet kíméletlenül levágták.
Georg von Frundsberg, aki részt vett a sváb hadjáratban, majd császári szolgálatban harcolt a Milánói Hercegségbe betörő franciák ellen, Miksa megbízásából landsknecht csapatokat toborzott. A svájciakkal vívott csatákban szerzett tapasztalatai alapján képezte ki őket, átvette és továbbfejlesztette taktikájukat. Frundsbergből hamarosan a „landsknechtek atyja” vált; csapatai jelentős győzelmeket arattak a franciák és a svájciak ellen az itáliai hadjáratokban. Ekkortól fogva a landsknechtek önbizalma megnőtt, követeléseiket magabiztosabban érvényesítették, még saját munkaadójukkal szemben is, akinek stratégiai helyzete a zsoldosok engedelmességétől függött. Jelentőségük növekedése Róma 1527-es hírhedt kifosztásában (Sacco di Roma) kulminált; innentől kezdve rettegtek tőlük. A következő évben Frundsberg meghalt és ez fordulópontot jelentett a landsknechtek történetében is.

### A landsknechtek hanyatlása

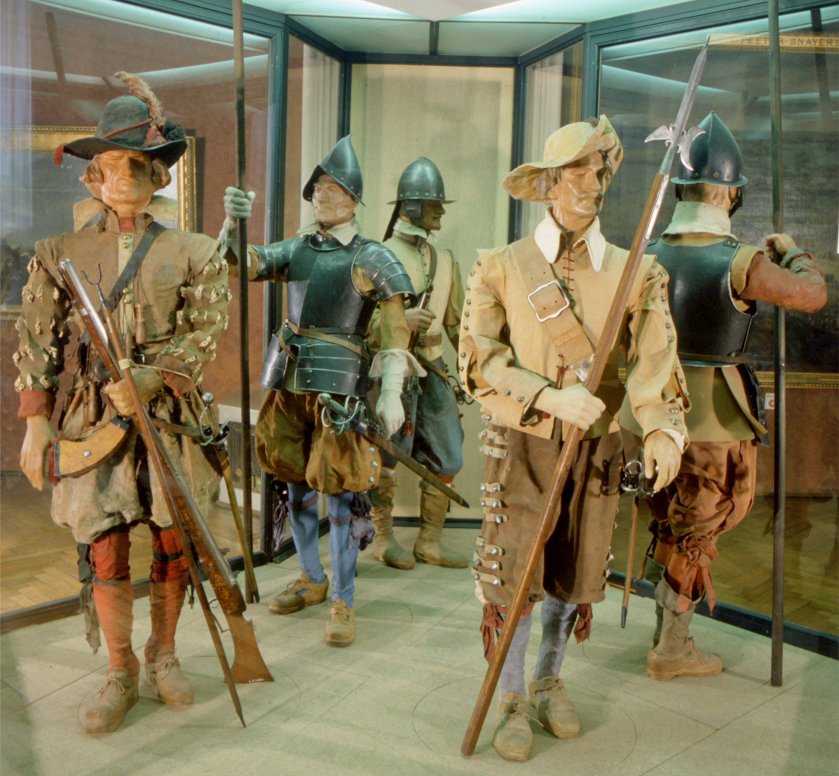
Muskétások és lándzsások a harmincéves háború idejéből

I. Miksa és utódja, V. Károly állandó pénzzavarral küzdött; a bizonytalan zsoldfizetés miatt a landsknechtek fegyelme és a hűsége sokszor kétséges volt. Beálltak bármelyik hadúr vagy kontraktor szolgálatába; harcoltak többek között a landshuti örökösödési háborúban, a német parasztháborúban vagy a schmalkaldeni háborúban. Külföldi uralkodók, például a francia királyok is toboroztak landsknechteket, de kíméletlenül felléptek azokkal szemben, akik ezt a császár tiltása ellenében cselekedték; ilyen volt pl. a francia uralkodó zsoldjában álló "Fekete sereg". A német landsknechtek külföldi zászlók alatt harcoltak az észak-afrikai, dél-amerikai és kelet-európai hadjáratokban, és harcmodorukat hamarosan  mások is átvették. A hasznos újítások átvételével az európai hadseregek fegyverzete, taktikája, szerveződése egyre inkább keveredett és közeledett egymáshoz, és eközben a német landsknechtek kiváltságos helyzete nagymértékben csökkent. Buggyos ujjú és hasított bélésű ruházatuk kiment a divatból, és a landsknecht kifejezés helyébe a császári gyalogos (Kaiserlicher Fußknecht) megnevezés lépett. Az 1570-es speyeri birodalmi gyűlésen korlátozták a jogaikat, így landsknechtekből álló hadseregek hamarosan eltűntek. A birodalomban egészen a 17. század közepéig fennmaradtak a zsoldosseregek, amelyek a harmincéves háborúban ismét meghatározó szerepet játszottak, de ezt követően felváltották őket az államok állandó hadseregei.

## Szerveződésük

### Toborzás

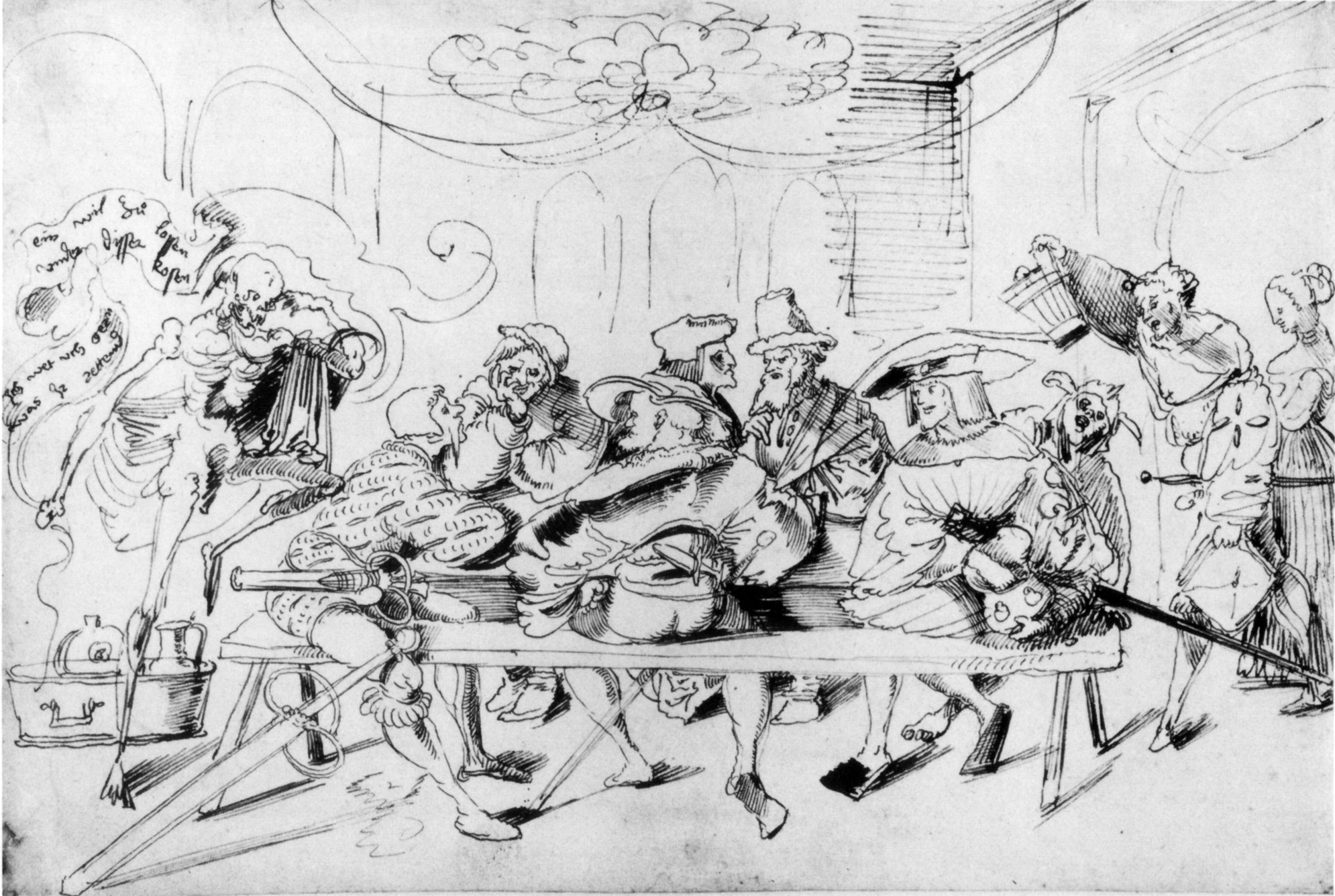
Toborzási jelenet egy kocsmában, a kortárs Urs Graf rajza

A legtöbb landsknecht Badenből, Elzászból, Tirolból és Württembergből, valamint a Rajna-vidékről és Észak-Németországból származott. Az osztag egy helyről való toborzása erősítette az összetartozás érzését és a morált.
A toborzás és a mustra a svájci mintára történt. A császár, a fejedelem vagy a város vezetése megbízott egy tapasztalt, kompetensnek ismert hadvezért, hogy állítson fel számára egy zsoldosezredet. Miután a vezér megszerezte a szükséges pénzt, ezredparancsnokként összeállította a tiszti állományt, a tiszteket pedig dobosokkal kiküldte a piacterekre, hogy ott vadásszanak önkénteseket. A feliratkozó újoncokat mustrára küldték. A mustratér közelében lévő falvakat, kocsmárosokat néha figyelmeztették, hogy tartsanak készenlétben elegendő kenyeret, húst és bort, és ne árulják azokat túl drágán a nagy tömegben érkező újoncoknak. Az önkénteseket felsorakoztatták és egyesével át kellett menniük egy két alabárdból vagy pikából rögtönzött kapu alatt, ahol az óbester (Obrist, ezredes) ellenőrizte fizikai állapotukat és felszerelésüket. Az ezredírnok feljegyezte nevüket, származásukat, életkorukat és rangjukat. A toborzás három-hat hónapig tartott. Azok a jelentkezők, akik már rendelkeztek harci tapasztalattal (az ún. „meglőtt legények”) magasabb zsoldot kaphattak. A landsknechtnek saját magának kellett megvásárolnia a felszerelését és gyülekezőhelyeken a markotányosok sokszor alaposan felsrófolták az áraikat. Az összeírást vezető tisztek gyakran duplán írattak be egy-egy újoncot vagy a tapasztalatlan, rosszul felszerelt katonát veteránnak minősítettek, hogy aztán az utánuk járó zsoldot zsebre tegyék.
A mustra után a landsknechtek megkapták az első havi zsoldjukat, és az ezredet körülbelül 400-500 fős zászlóaljakra bontották, amelyekbe ideális esetben legalább 100 harcedzett veteránt is beosztottak; utóbbiak voltak a duplazsoldosok, kétszeres járandóságuk után. Ezután az egész ezred az óbester köré gyűlt, aki felolvasta az egység szerződését, amely  tartalmazta a landsknechtek jogait, de mindenekelőtt kötelességeit. Félévente újabb felolvasást tartottak. Ezt követően mindenkinek fel kellett esküdnie a császárra vagy a parancsnokra, és meg kellett fogadnia, hogy betartja a szerződésben foglalt cikkelyeket. A zászlósnak is meg kellett esküdniük, hogy a rájuk bízott zászlót az utolsó lehelletükig védeni fogják. Az ezred megalakulását a zászlóaljakra (Fähnlein, amelyeket 1600 után kompániának neveztek) és a szakaszokra való felosztás tette teljessé.

### Az ezred szervezete

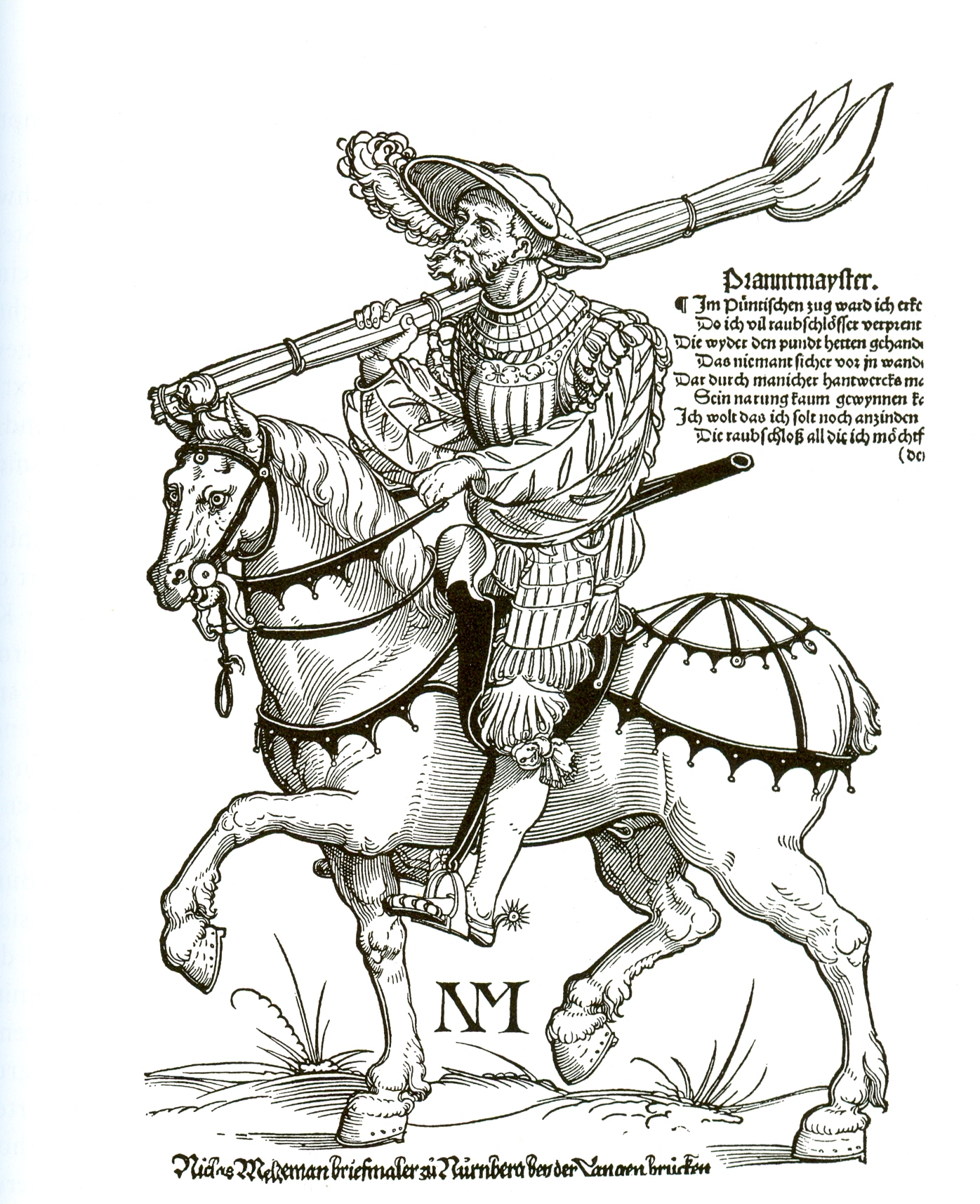
Tűzmester
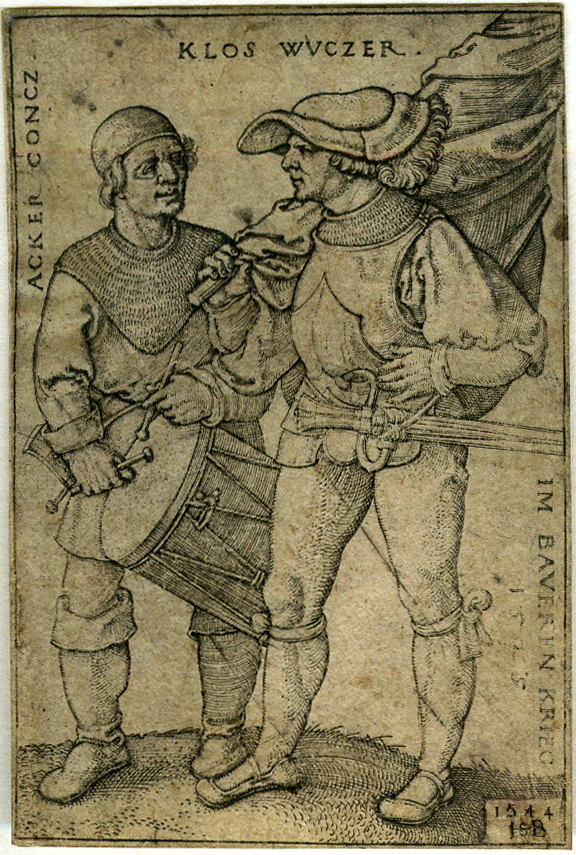
Dobos és zászlós, Hans Sebald Beham rajza
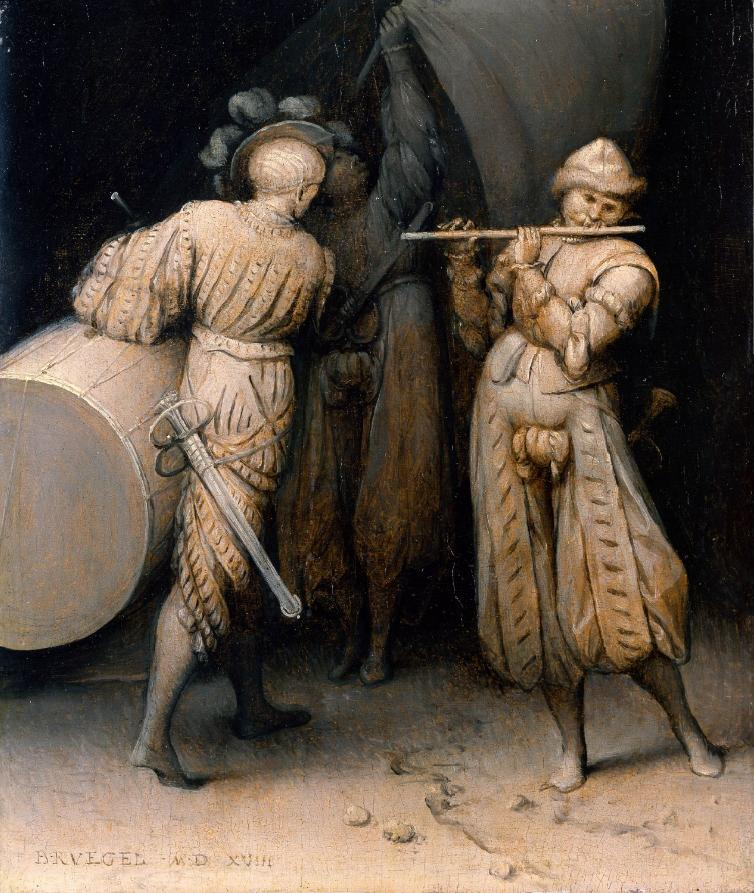
Dobos és sípos, idősebb Pieter Bruegel képe
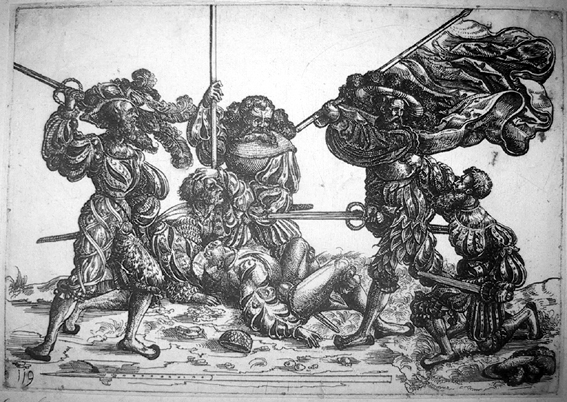
Zászlós harca öt landsknechttel (Daniel Hopfer rézkarca)
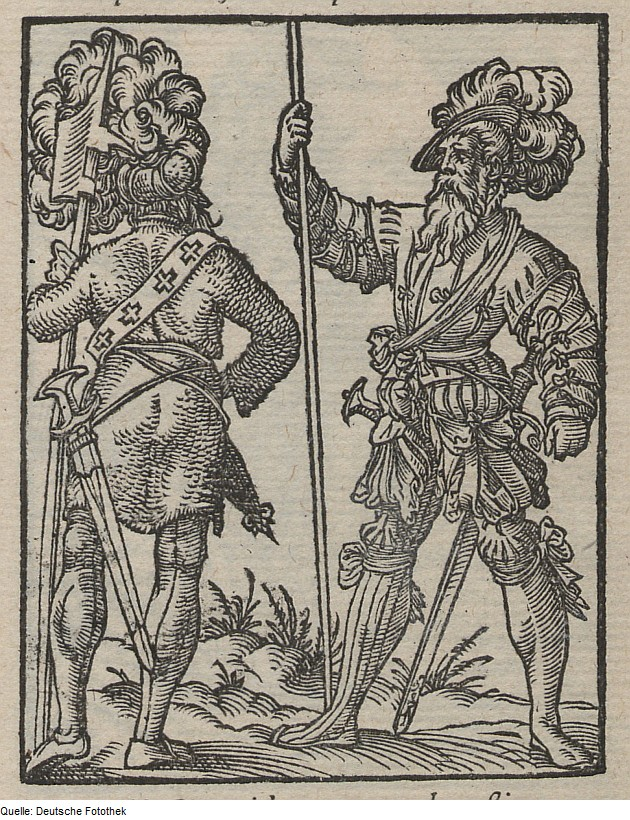
Trabantok (Jost Amman metszete

A zsoldossereg szervezetének alapját az I. Miksa idején bevezetett rendszer képezte; ezt később más hadseregek is átvették. Egy landsknecht-regiment formálisan 4000 katonából állt, de ezt a létszámot csak ritkán érték el. Élén az óbester (Obrist) állt, aki néha több ezredet is irányított, ilyenkor a rangja óbesterparancsnok (Oberster Feldhauptmann) vagy óbestergenerális (General-Obrist) volt. Munkájában a haditanács támogatta. Parancsait egy tiszti rangú hírnök (herold) továbbította. Távollétében az óbesterhadnagy (Obrist-Locotenen, alezredes), általában egyik zászlóalj tapasztalt kapitánya, helyettesítette.
A tábori orvos, tolmács, írnok, dobos, sípos és állandóan alkalmazott testőrök (trabantok) mellett az óbesternek volt egy állandó törzskara is, amely a bizalmát élvező, egyes feladatokra szakosodott tisztekből állt:
- a számvevőtiszt (Pfennigmeister később Zahlmeister) kezelte a hadikasszát, beszedte a hozzájárulásokat és zsoldot fizetett.
- a tábort a szállásmester (Quartiermeister) irányítása alatt állították fel, ő osztotta ki a táborhelyeket a zászlóaljaknak. Ha lehetett, olyan előnyös helyeket választottak, ahol vizet, tűzifát és élelmet is lehetett találni, és amelyeket legalább részben védett egy folyó, mocsár vagy más nehezen járható terep. A parancsnokok sátrakban, a szolgák pedig többnyire kunyhókban laktak, amelyek váza fából készült és szalmával, ágakkal, fűvel fedték. Minden zászlóaljnak kijelöltek egy külön gyülekezőhelyet, az ún. "lármateret". A szállásmester feladata volt a fegyver-, páncél- és lóutánpótlás biztosítása; a zsoldosoknak tőle kellett ezeket megvásárolniuk. Ő gondoskodott az élelmiszer- és a takarmányellátásról is.
- a kapitányi rangú hadbíró vagy soltész (Schultheiß) felügyelt a rendre és az ezred alapszabályainak betartására. A tábori bíróságon 12 esküdt segítette a munkáját, valamint az írnok és egy őrmester. A soltész és segédei kisebb illetékért cserébe jegyzői hitelesítést és értéktárgyak őrzését is vállaltak.[4]
- a rettegett prófosz (Profoss) felügyelte a rendet és a fegyelmet, amelyet a zsoldoskatonák között állandóan veszélyeztetett a zsákmányon való civakodás, az ivászat, a szerencsejáték és a verekedés, sőt párbajok is. A prófoszt testőrök védték a bosszúállókkal szemben. Bűnüldözési funkcióján kívül ő felügyelte a táborban a piacot és a markotányosokat; neki kellett megállapítania az árakat, ellenőriznie a táborba behozott árukat. Ezért bizonyos extra juttatásokra volt jogosult, részt kapott minden eladott hordó borból, megkapta a levágott marhák nyelvét, neki fizettek bódépénzt a markotányosok és a szakácsok. A prófosz volt a tábori tűzoltóság szervezője és vezetője is.

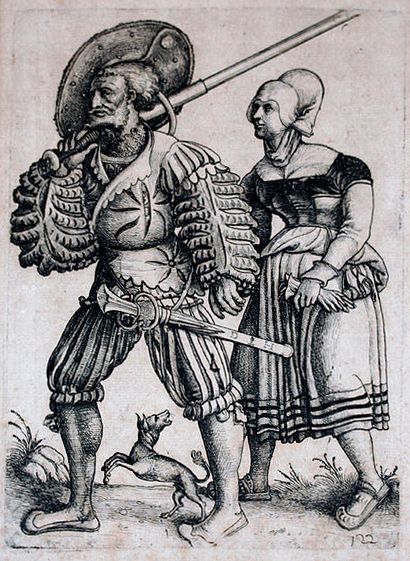
Landsknecht és felesége (Daniel Hopfer rézmetszete)

A prófosznak volt alárendelve a sereget kísérő, nehezen ellenőrizhető siserehadat (markotányosok, iparosok, szakácsok, pékek, hentesek, sörfőzők, kocsisok, öszvérhajcsárok, prostituáltak, valamint a landsknechtek gyermekei és feleségei) felügyelő tiszt, a Trosswebel (vagy Hurenwebel, „szajhapecér”). A civilek serege mindazonáltal nélkülözhetetlen volt a regiment önellátásához. Őket alapfeladataikon túl olyan munkálatokhoz is kirendelhették, mint a tábor megerősítése, árkok ásása, mellvédek töltése, vesszőfonatok készítése. Harcban nem akadályozhatták a katonák mozgását, ugyanakkor védeni kellett őket az ellenséges támadás és fosztogatás ellen. 

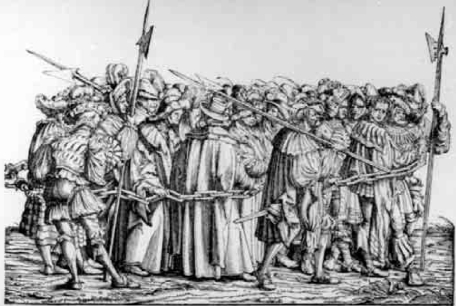
Foglyul ejtett landsknechtek

A prófoszt kísérte a hóhér is, akit vérvörös kabátjáról, sapkájának vörös tolláról és az övére kötött kötélről lehetett felismerni. Ő állította fel a táborban a bitófát, a fontos szimbolikus jelentőséggel is bíró kivégzőhelyet, amely előtt még a császár is levette a kalapját, amikor arra lovagolt. A hóhér a halálos ítéleteket és a testi fenyítést karddal vagy kötéllel hajtotta végre. Ezen kívül a hóhér volt felelős a táborban a szemét és az állati tetemek, maradványok eltakarításáért.

#### A zászlóalj
A zászlóalj, a landsknechtek taktikai harci egysége körülbelül 300 pikásból és 100 duplazsoldosból állt; köztük 50-en muskétával, 50-en pedig alabárddal voltak felfegyverezve, de idővel a létszám a muskétások felé tolódott el. A zászlóalj vezetője volt a kapitány, aki alárendeltjeinek példát mutatva általában az első sorokban harcolt a duplazsoldosok mellett karddal, csatabárddal vagy alabárddal a kezében. Az azonos rangú ellenfelek gyakran párbajra hívták őket.
A kapitányoknak is megvolt a maguk törzskara, ami egy helyettesből (Locotenen, hadnagy), két testőrből (trabantból), egy tisztiszolgából, egy szakácsból, egy lovas hírnökből, lovászokból és szükség esetén tolmácsból állt.
A zászlós, egy "virágzó férfikorban lévő, erős és magas hadfi" vitte a jókora zászlót, a zászlóalj bátorságának és becsületének jelképét. A zászlós két társával, a dobossal (aki tárgyalások során elkísérte a parlamentert) és a sípossal, voltak az egység központja gyülekezés, menetelés vagy csata közben. Az utóbbi szerszáma egy hatlyukú furulya volt, míg az előbbié egy egy magas, fából készült, borjúbőrrel borított dob amelyet szíjjal a zubbonyán átvetve hordott és a dobverőket a mellkasa elé tűzte, amikor éppen nem az ötütemes menetelés ritmusát püfölte hangszerén. Dobbal és furulyával jelezték a táborban az ébresztőt, a riadót, a mustrát, az őrségváltást és a takarodót. Menet közben zsoldosnótákat játszottak. A zászlóaljnak volt egy felcsere és egy lelkésze is a fizikai és lelki sebek gondozására.
Az óbester az egyik tapasztalt zsoldost őrmesterré (Feldwebel) nevezte ki. Az ő feladata volt, hogy a landsknechteket kiképezze a fegyverhasználatra, és alakzatban való harcra oktassa őket. Ezenkívül ő felelt a feladatok elosztásáért és a szolgálat megszervezéséért.

#### A zsold
A landsknechtek zsoldját egységesen szabályozták. A katonák toborzáskor és azt követően havonta kaptak fizetséget. A zsoldhónap 28 napot, azaz négy hetet tett ki, és minden csata után új zsoldhónap kezdődött. Az általános fizetőeszköz a rajnai gulden volt, ami 15 batzent, 60 krajcárt, 240 pfenniget vagy 480 hellert ért. Néha további rohampénzt, ruhapénzt, késedelmi pótlékot fizettek nekik. Emellett egy győztes csata után zsákmányra is kilátás nyílt, ezért néha a harcra nem kötelezett szolgák is hadba vonultak az ún. „szabad zászlóaljakban” (Freifähnlein). A 16. század elején a közönséges landknecht négy gulden (Észak-Németországban tallér) zsoldot kapott, ami - tekintve hogy a megélhetésére egy-két guldent kellett fordítania - meglehetősen magas volt, de aztán a század folyamán a növekvő infláció ellenére is változatlan maradt. Nem mindig kapták meg időben és teljes egészében a zsoldjukat, ami sokszor lázadásokhoz vagy fosztogatásokhoz vezetett.
A zsold összege:
| Rang                                                              | Zsold             |
| ----------------------------------------------------------------- | ----------------- |
| Óbester                                                           | 0400 gulden       |
| Óbester-hadnagy                                                   | 0200 gulden       |
| Kapitány, soltész, prófosz, felcser, szállásmester, számvevőtiszt | 040 gulden        |
| Írnok                                                             | 024 gulden        |
| Zászlóaljhadnagy, zászlóvivő                                      | 020 gulden        |
| Őrmester, szajhapecér                                             | 012 gulden        |
| Tűzmester (muskétakészítő)                                        | 8–16 gulden       |
| Duplazsoldos, dobos, sípos, felderítő, tolmács, szakács           | 08 gulden         |
| Muskétás                                                          | 0+1 gulden pótdíj |
| Landsknecht, trabant, kocsis, tisztiszolga                        | 04 gulden         |

### Jogrend

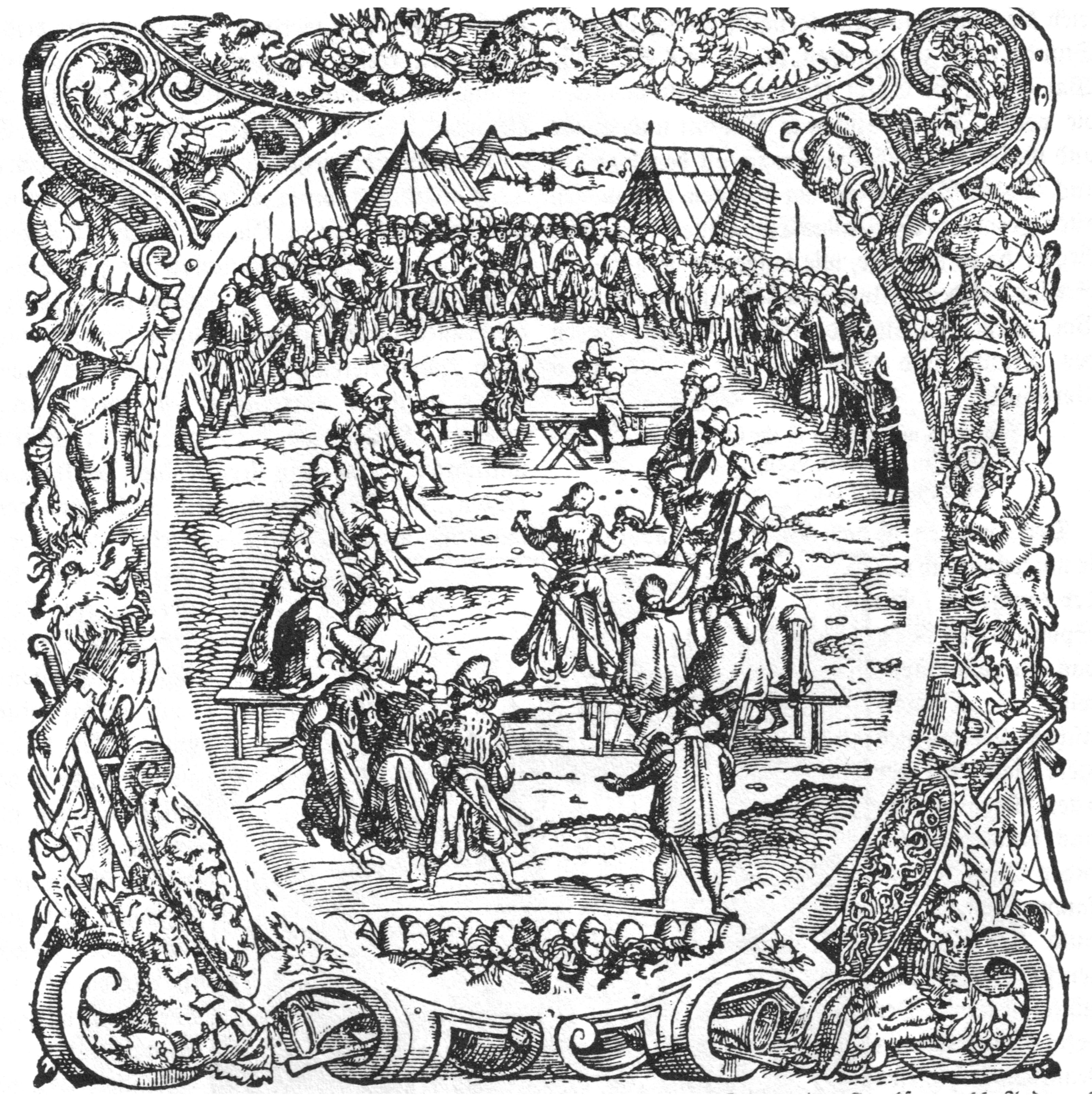
Igazságszolgáltatás a körben (Jost Amman metszete, 1566)

A landknechtek egyik különleges kiváltsága volt, hogy saját maguk intézhették belső ügyeiket. Ennek helyszíne a "kör" (Ring) volt, ahol választott megbízottaik szólaltak fel a nevükben. A körben hoztak döntéseket a közösség nevében, itt rendezték a vitás ügyeket, folytattak le büntetőeljárásokat és hirdettek ítéletet. A mindenkit érintő ügyekben mindenki szavazott. A körön kívül tartott gyűlésekre gyanakodva tekintettek, sőt lázadásnak minősítették és büntették őket.
A személyes vitákat szigorú szabályok szerint megtartott, karddal vívott párbajjal rendezték. Súlyos bűncselekmények esetén a soltész által vezetett, 12 esküdtből álló bíróság ült össze a körben. Az ilyen gyűléseken szigorú fegyelmet tartottak, nem volt szabad káromkodni vagy kérdezés nélkül beszélni. A vitában álló felek képviselői, valamint ügyészként a prófosz ismertették ügyet. A vádlott akár háromszor is kérhetett halasztást, hogy tanúkat vagy bizonyítékokat szerezzen, de legkésőbb a negyedik ülésen az esküdtszéknek ítéletet kellett hoznia. Tilos volt a testi fenyítés vagy más, megalázónak tekintett intézkedés; a súlyos bűncselekményeket halállal (lefejezéssel) büntették.

## Felszerelés

### Fegyverzet

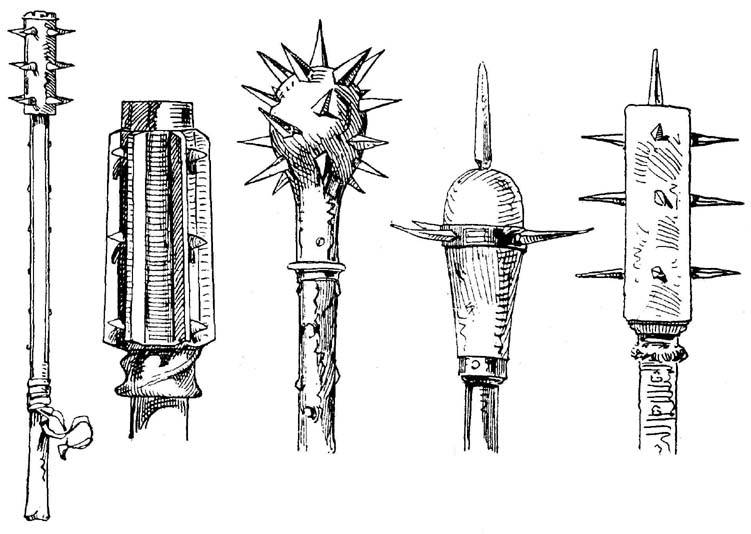
Tüskés buzogányok
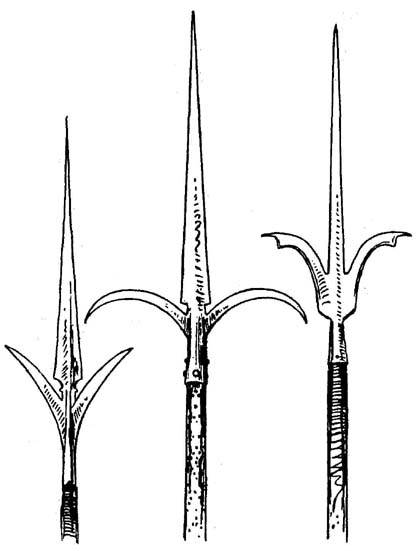
Lándzsák
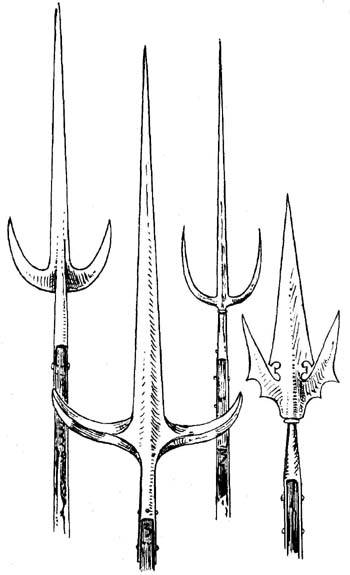
Spetumok
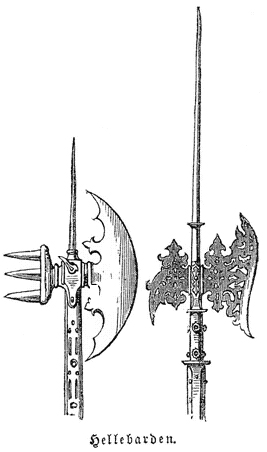
Alabárdok

A landsknechtek fő fegyvere a hosszú lándzsa volt, amelyet 1560-tól pikának neveztek; ennek nyele akár a hat méteres hosszúságot is elérhette, míg hegye nem haladta meg a 30 cm-t. Voltak akik szerencsehozó rókafarkat erősítettek a lándzsájukra. A lényegesen rövidebb, körülbelül két méteres alabárdot az altisztek és a duplazsoldosok használták. Az őrmesterek ennek segítségével igazítottak egyenesre a sorokat, hogy a harcrend egységes maradjon. Alabárd helyett eleinte néha használtak dobódárdát és tüskés buzogányt, később partizánt is.

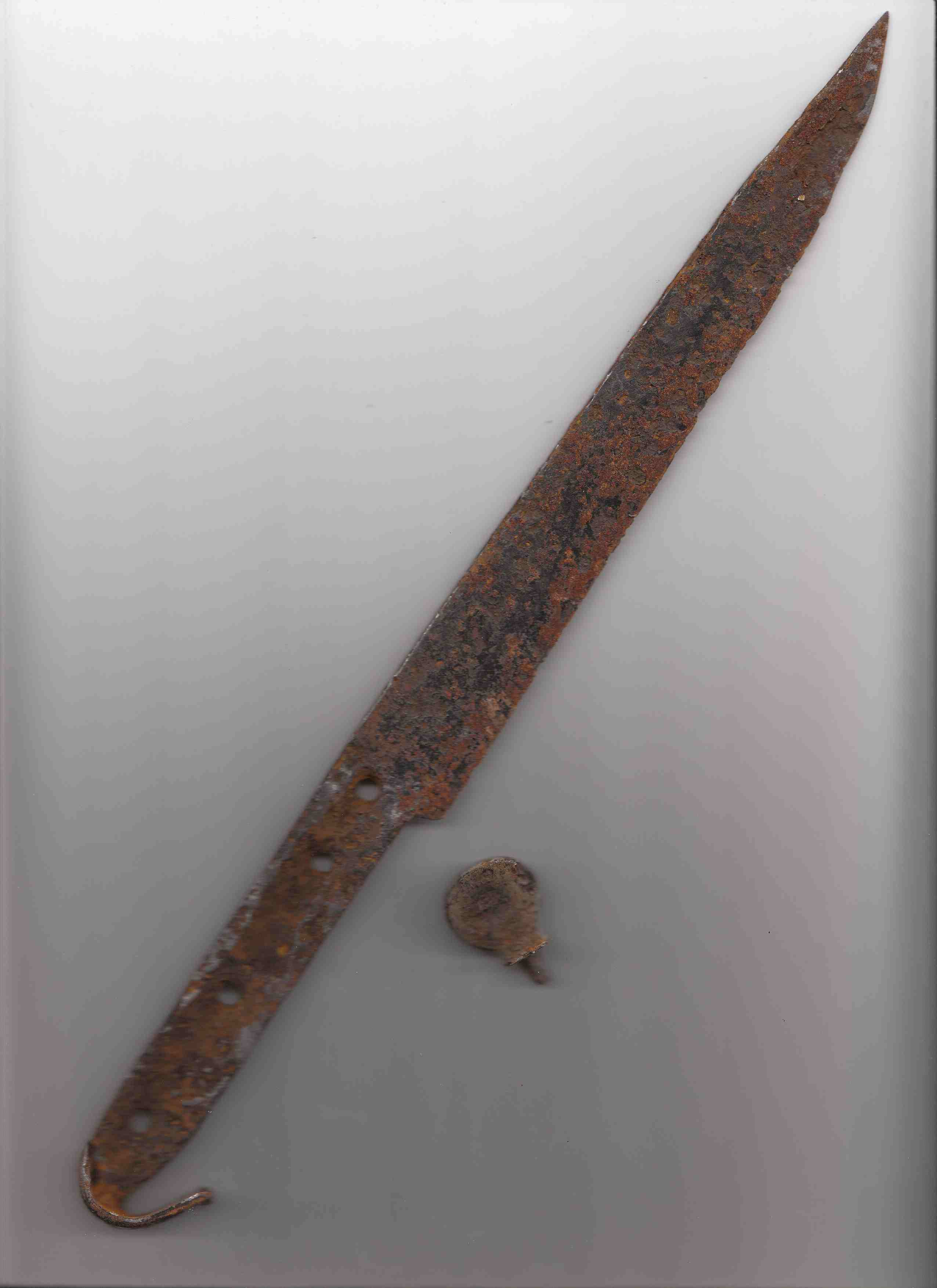
Hosszú parasztkés (Bauernwehr)
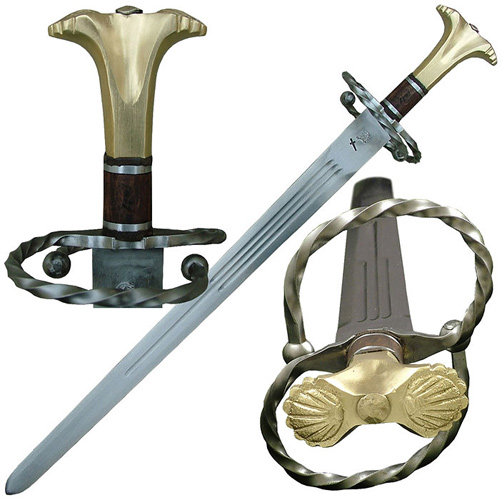
Katzbalger
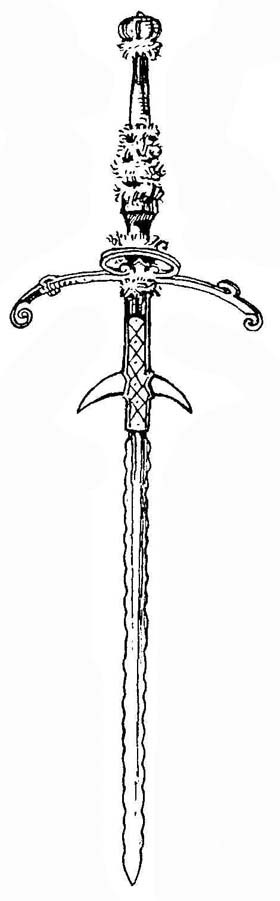
Kétkezes flamberge

A landknechtek jellegzetes kardja volt a katzbalger („macskanyúzó” vagy „macskaként marakodó”), egy rövid markolatú, S- vagy 8-keresztvasú, tompa hegyű fegyver. Ehhez néha hosszú kés (Kurzwehr vagy Bauernwehr) társult.
Alkalmanként használtak másfélkezes kardot is, egyes duplazsoldosok pedig hatalmas, akár 1,6 m hosszú kétkezes kardokat forgattak (amelyet lángolt penge esetén flambergének hívtak). Utóbbi pengéje hosszú volt és széles, markolatára két kézzel is kényelmesen rá lehetett fogni, keresztvasának végét meghajlították. Ezek a kényelmetlen, harcban nehezen kezelhető fegyverek azonban többnyire reprezentatív célokat szolgáltak.

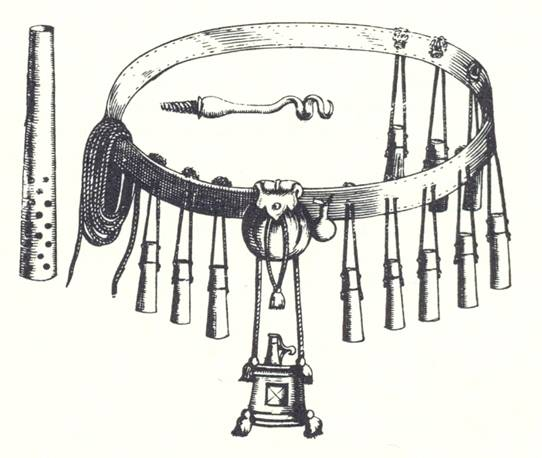
Töltényheveder (bandelier)
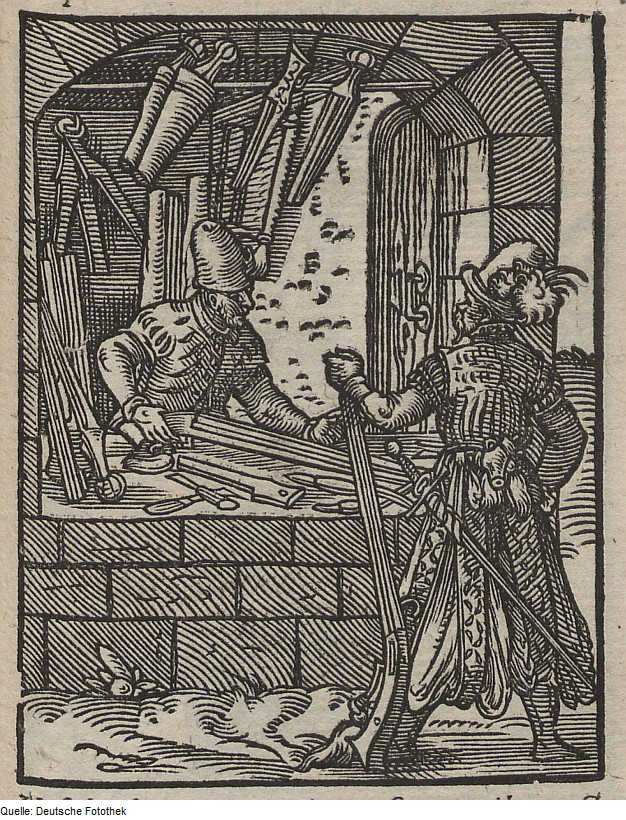
Puskás és puskaműves
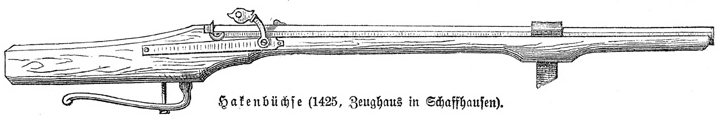
Szakállas puska
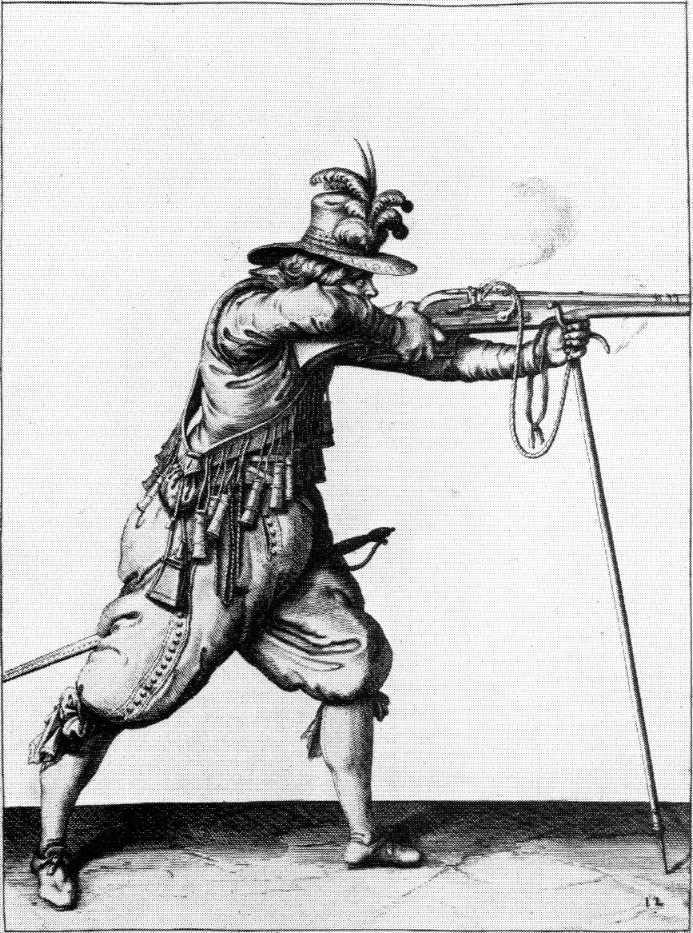
Muskétás

A német landsknechtek már jóval svájci riválisaik előtt átváltottak a számszeríjakról a kézi tűzfegyverekre. Bár a jól bevált számszeríj gyorsan felhúzható volt, a nyilat hangtalanul lőtte ki, nem füstölt, rossz időben is használható volt és páncélos lovasok ellen is pusztító hatást tudott elérni, Miksa császár 1507-ben rendeletileg kivonta a használatból, és a duplazsoldosok egy részét Nürnberg, Augsburg, Suhl és Tirol műhelyeiben gyártott szakállas puskákkal (arkebúzokkal) szereltette fel. Ezek a puskák 400 lépés távolságból átütötték a páncélt vagy a mellvértet. A töltés azonban nehézkes volt, a súlyos (kb. 20 kg-os) fegyverek kezelése pedig fáradságos és időigényes. A puska erős visszarúgása, a robbanásveszélyes lőpor kezelése és a csak támasztóvillára fektetve használható nehéz fegyver forgatása ügyességet, erőt és gyakorlatot igényelt. A villa elég könnyű volt ahhoz, hogy a lövész a puska mellett hordozhassa. Töltés közben a lövész a bal karjára erősített bőrszíjra akasztotta. A találat jórészt csak a véletlenen múlott, mert a gyors töltés érdekében a golyó kisebb volt, mint a puska űrmérete, nem illeszkedett pontosan a csőbe.
A lövész a bal vállán és a mellkasán töltényhevedert vetett át; ezen lógtak a faflaskákba kiporciózott lőporadagok. A 80 grammos, 3 cm vastag ólomgolyókat külön bőrtáskában tartotta. A 16. század végére a nehézkes szakállas puskákat a könnyebb muskéták váltották fel, a közelharcban pedig megjelentek az első keréklakatos pisztolyok.

#### Vértezet

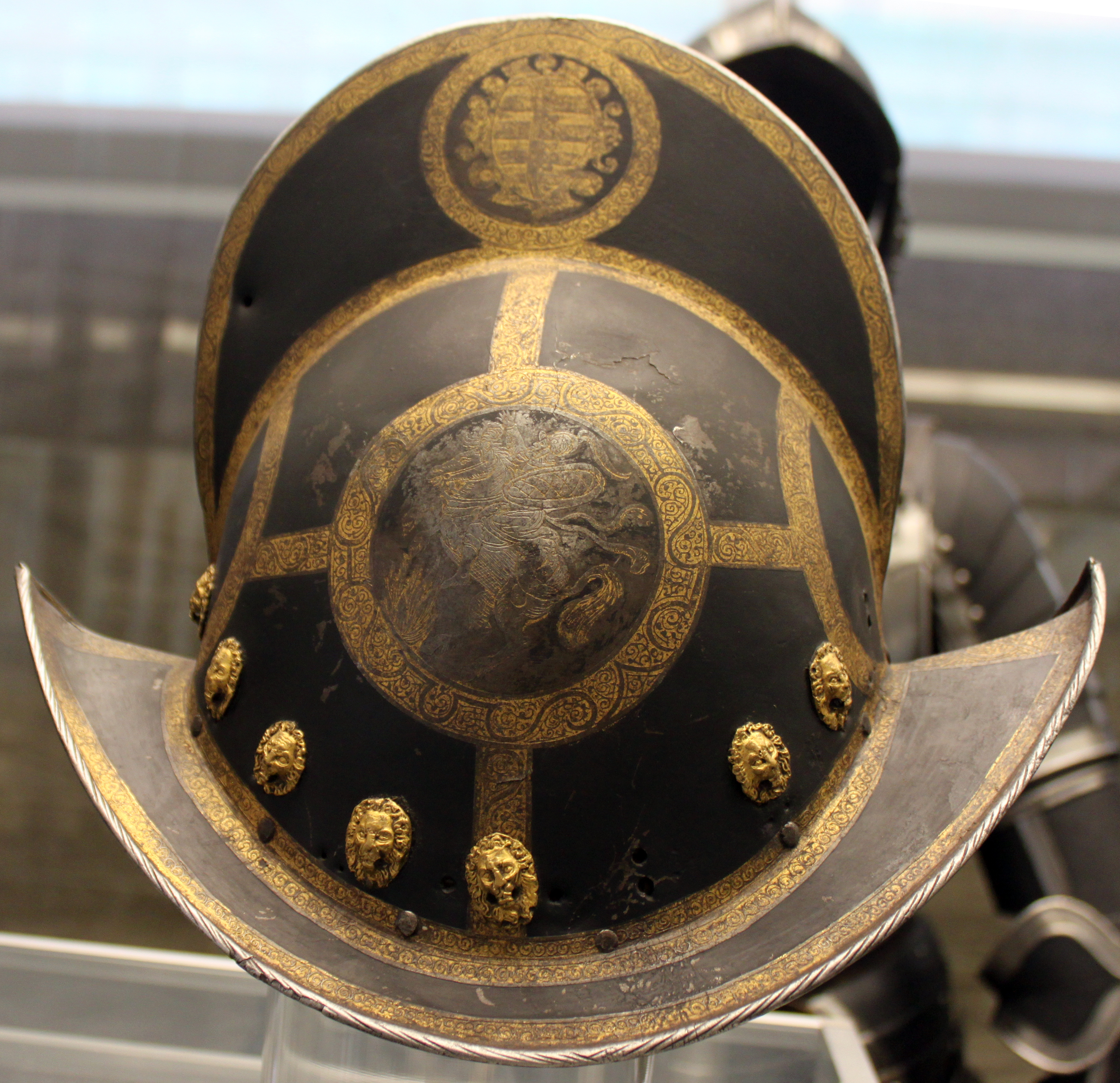
Morion sisak (kb. 1580)
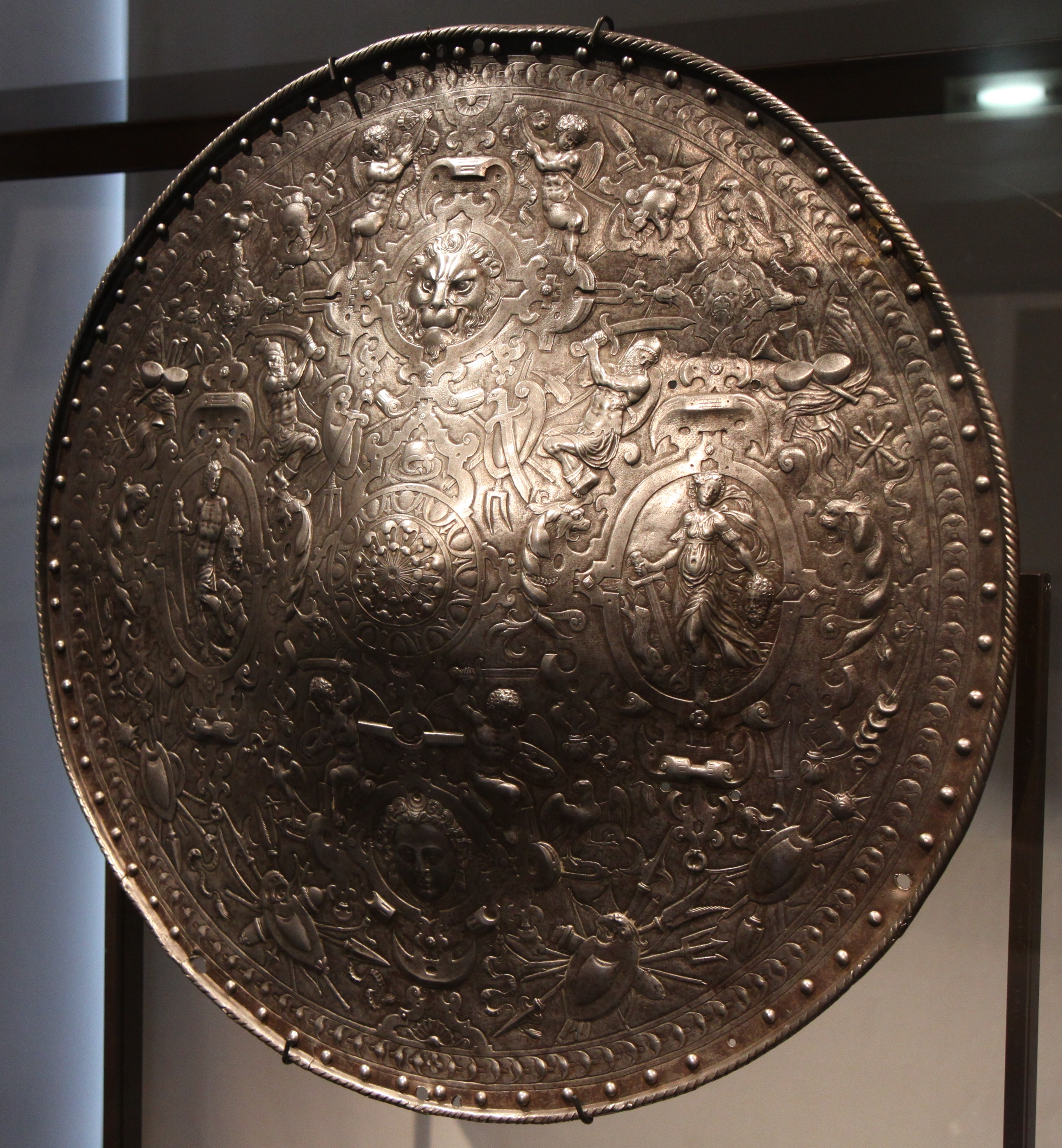
Kerek pajzs
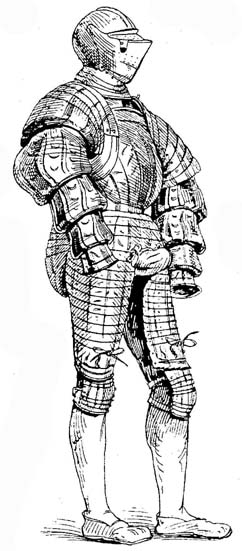
Teljes páncélzat (16. század első fele)
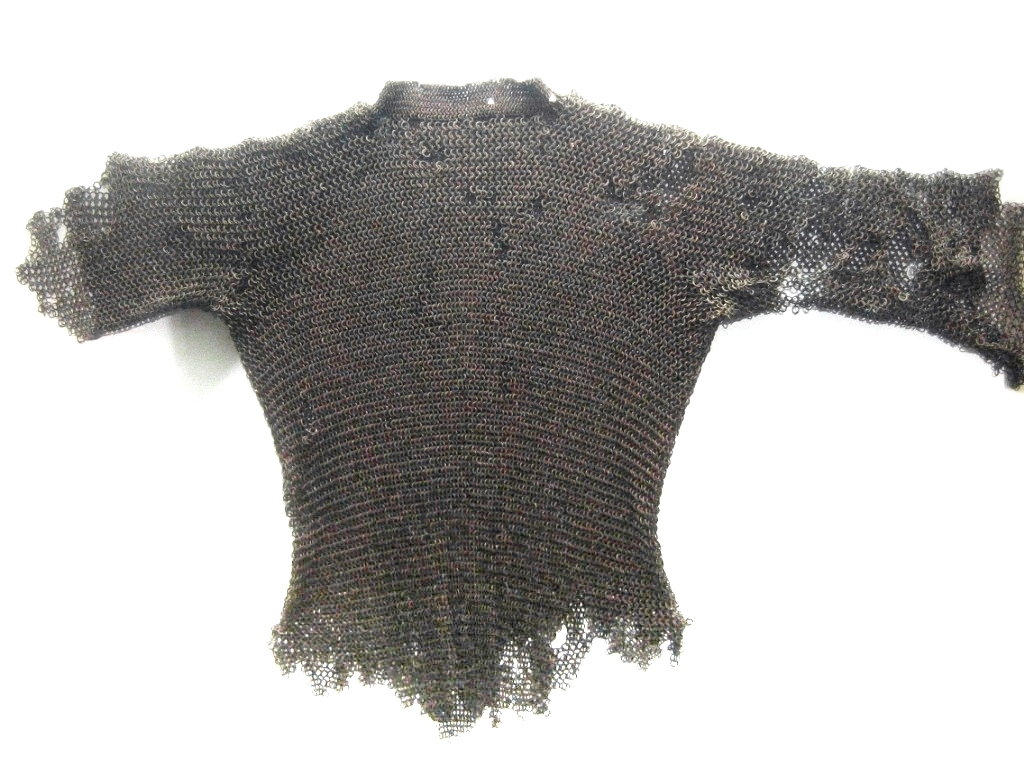
Késő középkori láncing

Csak a landsknechtek egy kis hányada, főleg a tisztek és a duplazsoldosok viseltek páncélt. Egyes pikások és alabárdosok szintén felvettek láncinget, brigantint vagy mellvértet; esetenként a combokat védő lábvértet is. Egy lándzsás vértezet általában 12 guldenbe, vagyis háromhavi zsoldba került. Ha hozzájutottak, hordtak a fejet és a vállakat védő lánccsuklyát és különféle vassisakokat. A 16. század elején a burgonet, majd később a morion („spanyol sisak”) terjedt el.
Az alakzat első soraiban küzdő kapitányok általában szinte teljes testvértezetet hordtak. Magas zsoldjuknak hála, ők megengedhették maguknak az efféle védelmet. Az óbesterek esetében fontos szerepe volt a vért szépségének, reprezentációs képességének is. Volt aki a lovára is rakatott páncélt.

### Tüzérség

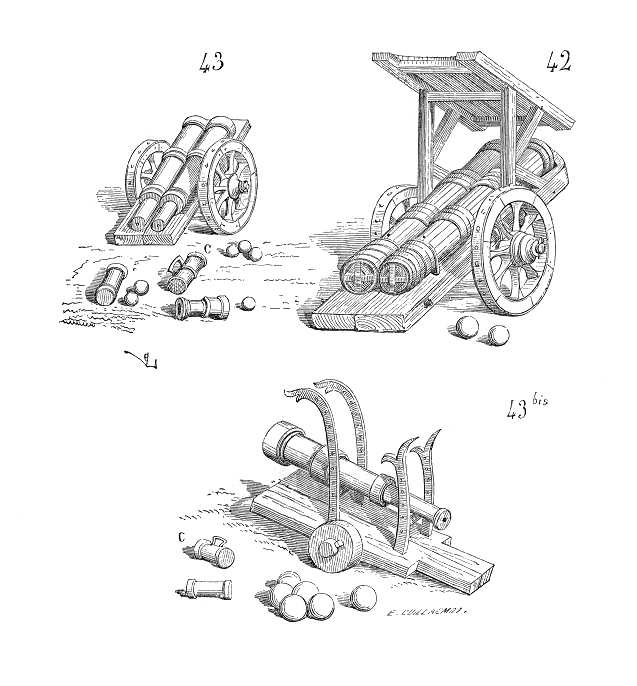
Különböző ágyúk
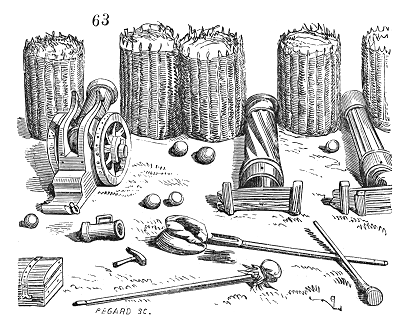
Vesszőfonatokkal védett lőállás
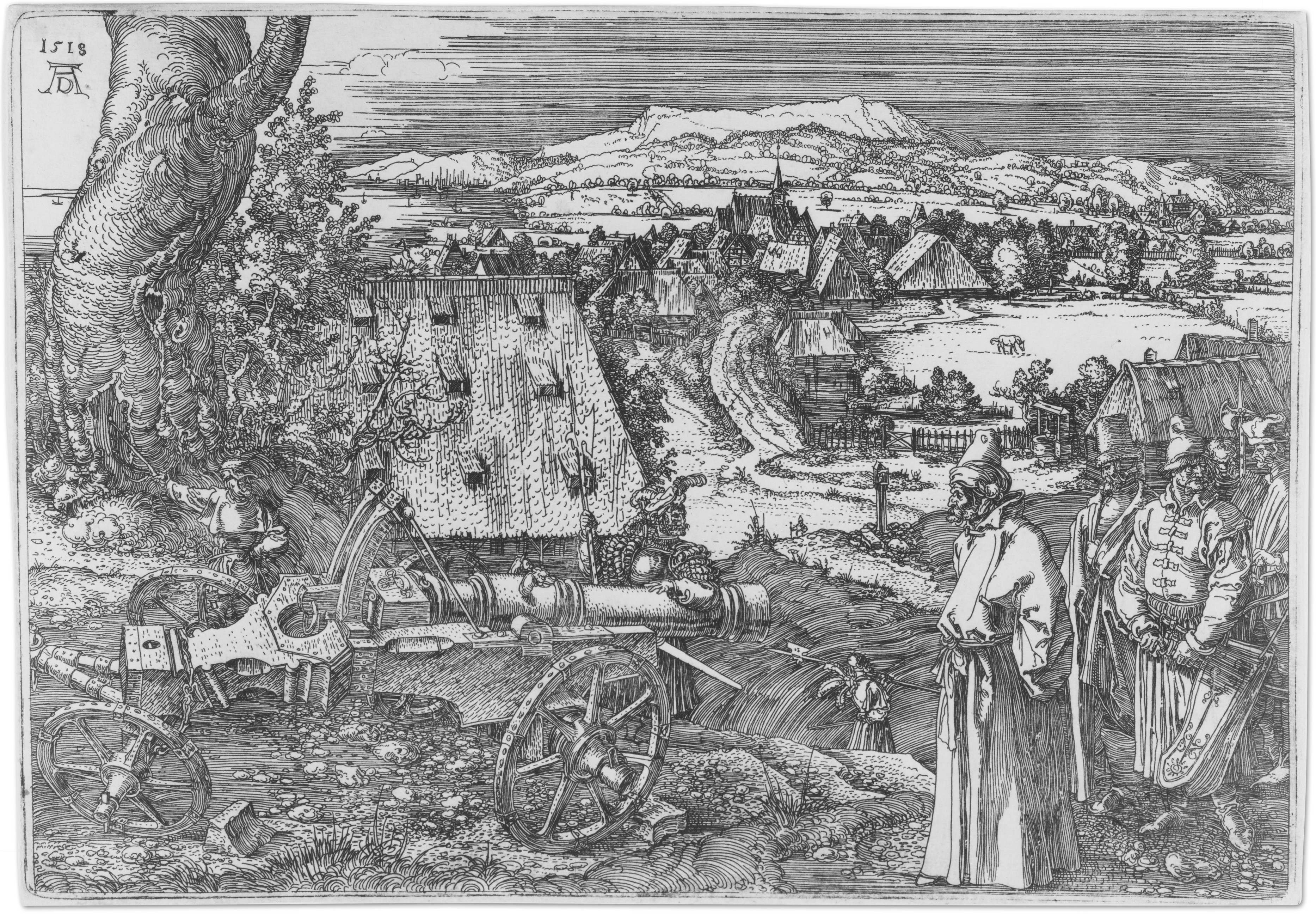
Nürnbergi csatakígyó a törökök elleni háborúban (Albrecht Dürer rajza)
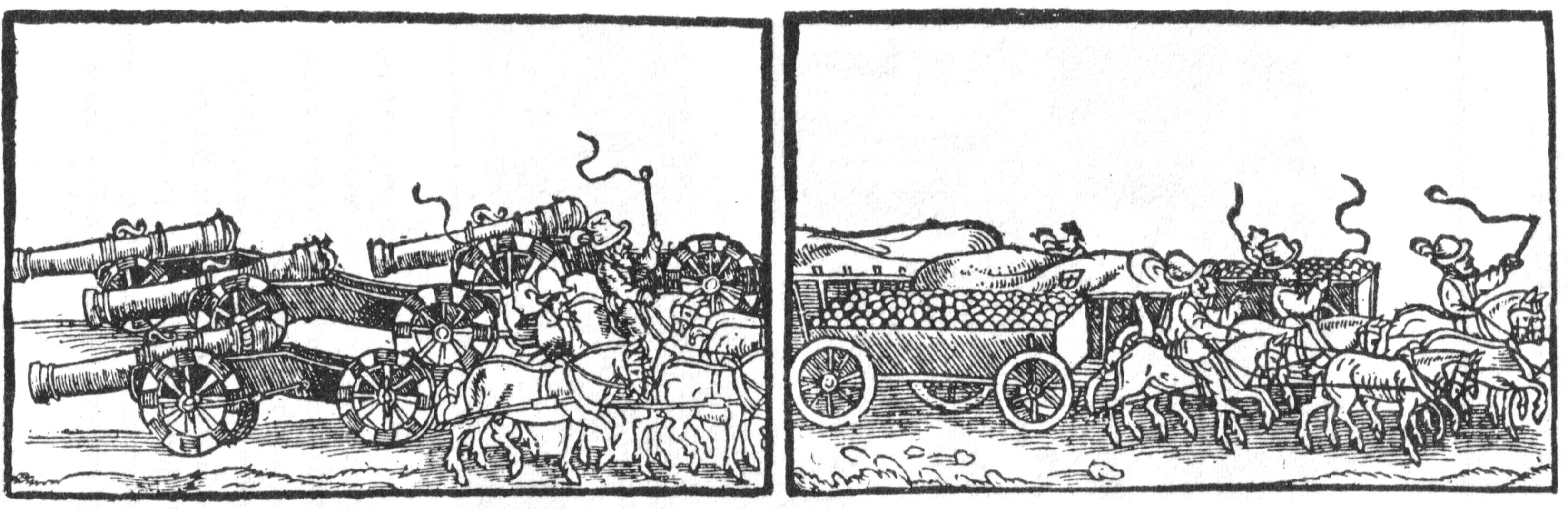
Ágyúk és lőszer szállítása (1559–1560)
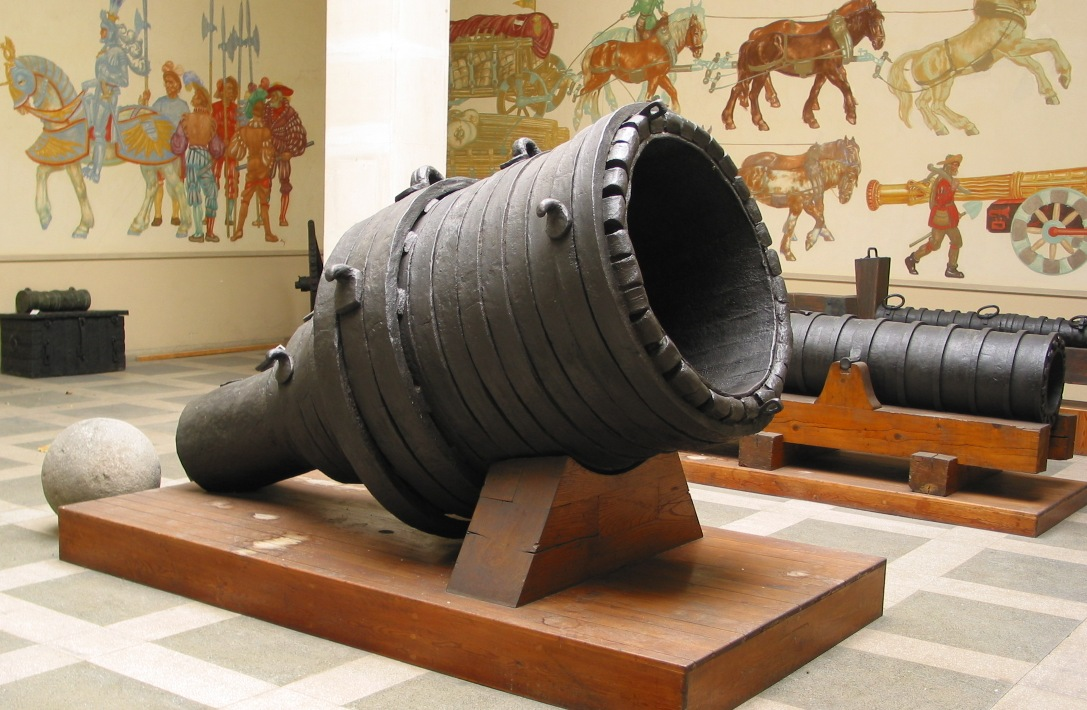
Pumhart von Steyr
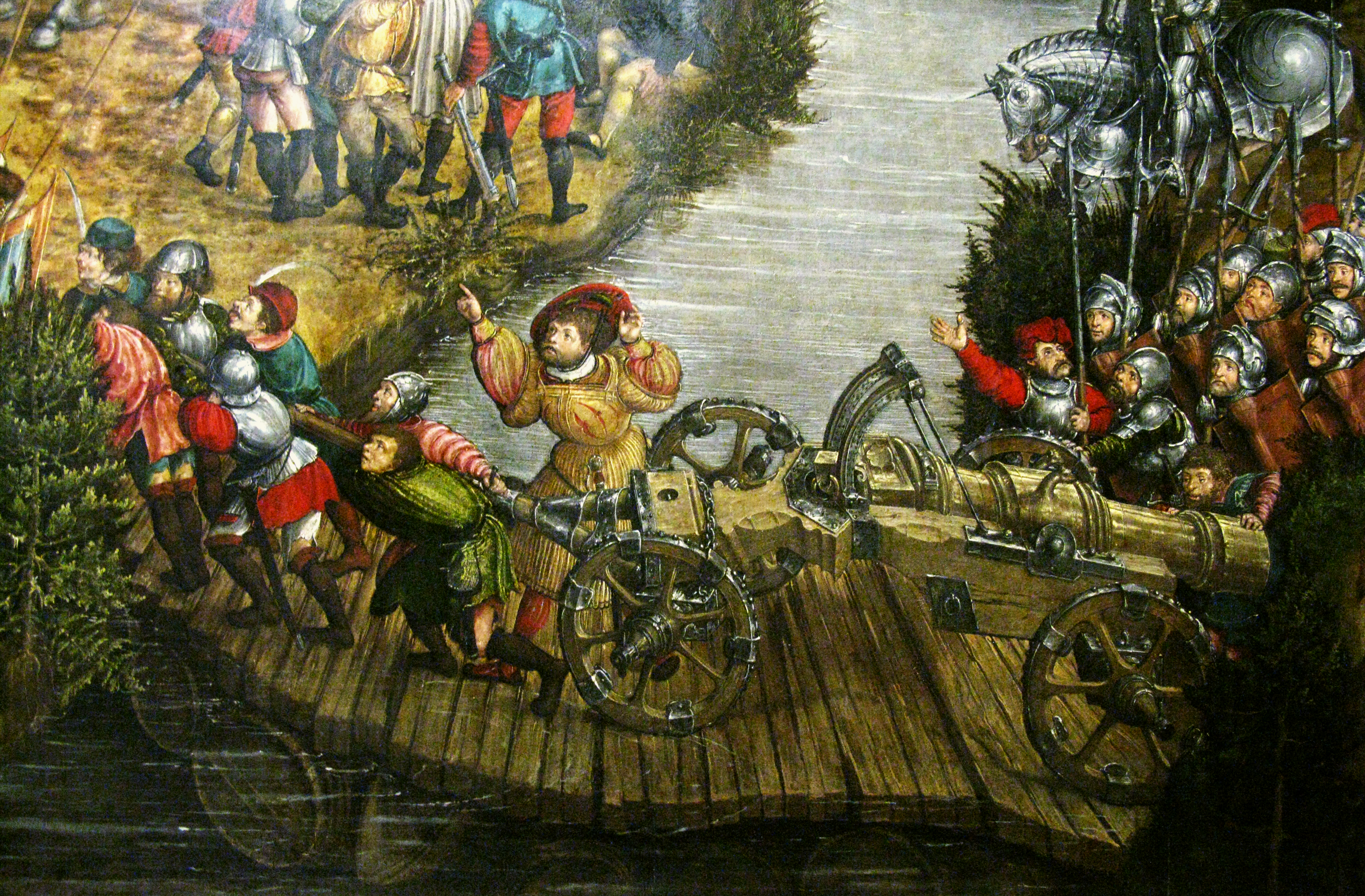
Ágyúszállítás az 1514-es orsai csatában

A zsoldoshadesereg tüzérsége különleges helyzetnek örvendhetett. Az ágyúmesterek állandó alkalmazásban álltak, munkájukat ágyúöntők, kovácsok, puskaporkészítők, ácsok és más mesteremberek segítették. A fegyvernemet a táborszernagy irányította, aki a zsákmányból megkapta a legyőzött ellenség megmaradt ép ágyúit és egyéb tűzfegyvereit; ennek harmadát azonban át kellett adnia az óbesternek. A tüzéreknek saját bíráskodási rendszerük volt és a prófosz nem vonhatta őket felelősségre. Ha egy bűncselekménnyel vádolt landsknechtnek a prófosz elől való menekülése közben sikerült megérintenie egy ágyút, a következő 72 órában nem lehetett letartóztatni, feltéve, hogy nem távolodott el tőle 24 lépésnél messzebbre. Az ágyú megérintésével az üldözött jelezte, hogy a tüzérséghez tartozik és csak a kapitányának tartozik felelősséggel. A három nap alatt a tüzérek azonosíthatták és saját törvényszékük elé állíthatták. Ha a prófosz megszegte ezt a szabályt, a tüzérparancsnok megtagadhatt az ágyúk csatába vitelét. A tüzérség parancsnokának volt alárendelve a sáncmester, aki a tábori erődítményekért (sáncokat, mellvédeket, árkokat, palánkokat) felelt.
A tüzérek zsoldja magasabb volt mint a többi landsknechté, de a fosztogatásban nem vehettek részt. Havi járandóságuk 6 gulden volt, 50%-kal több, mint az átlagzsoldosé, aki a tüzérséget amúgy is valamiféle fekete mágiának, boszorkányságnak, az ördög művének tartotta.
Az ágyúknak gyakran hangzatos neveket adtak, mint például a „Lusta lány”, „Krimhilda”, „Fonólány” vagy „Bolond Grete”. Számtalan fajta és megnevezés volt forgalomban, ezért I. Miksa igyekezett egységes elnevezéseket és kategóriákat megállapítani zsoldoshadseregei tüzérsége számára.
- a 70 fontos golyókat tüzelő, ostromkor használt Scharfmetze csövét 16 ló húzta, az ágyútalpat pedig további 6 ló.
- a 40 fontos Quarte csövét 12, talpát 6 ló vontatta.
- ezután következtek a kisebb tábori ágyúk, mint a 20 fontos Notschlange,
- a 11 fontos csatakígyó (Feldschlange) vagy szerpent,
- a 8 fontos félszerpent,
- a 6 fontos falkonett és számtalan más típus, a baziliszkusz, a falkon, a karthaun, stb.
- a mozsarak és a bombardok, amelyeket faállványon rögzítettek, gerendafal mögé rejtettek és szintén ostrom esetén rombolták le velük az erődök falait.

### Lovasság
A landsknecht-seregnek volt páncélozott lovassága is. Tagjai többnyire a nemességből vagy a városi patríciusok közül származtak és számos kiváltságot élveztek a közönséges landsknechtekkel szemben, ami nemritkán veszekedésekhez, verekedésekhez vezetett.

## Taktika

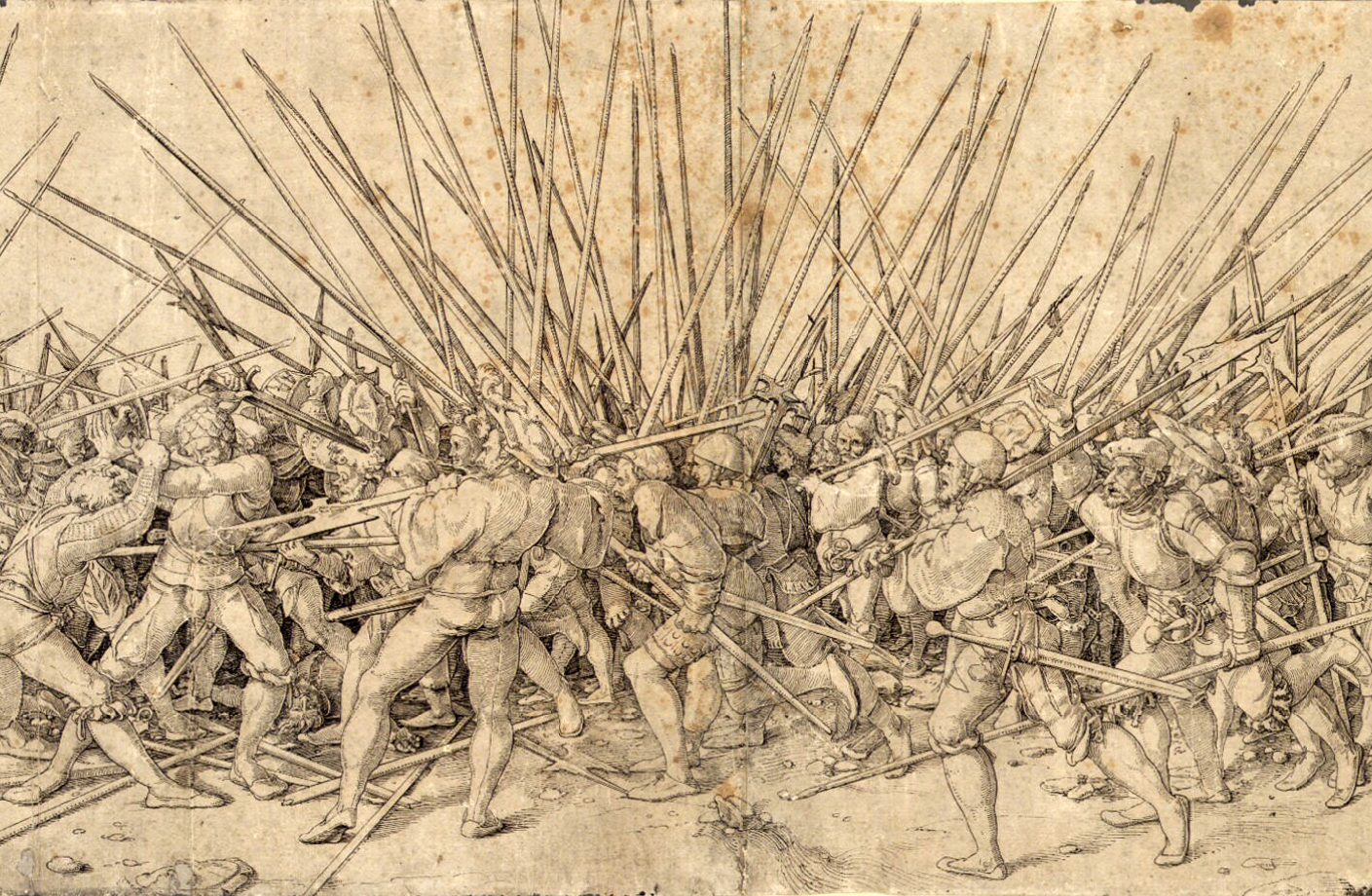
Harcoló landsknechtek (Hans Holbein rajza)

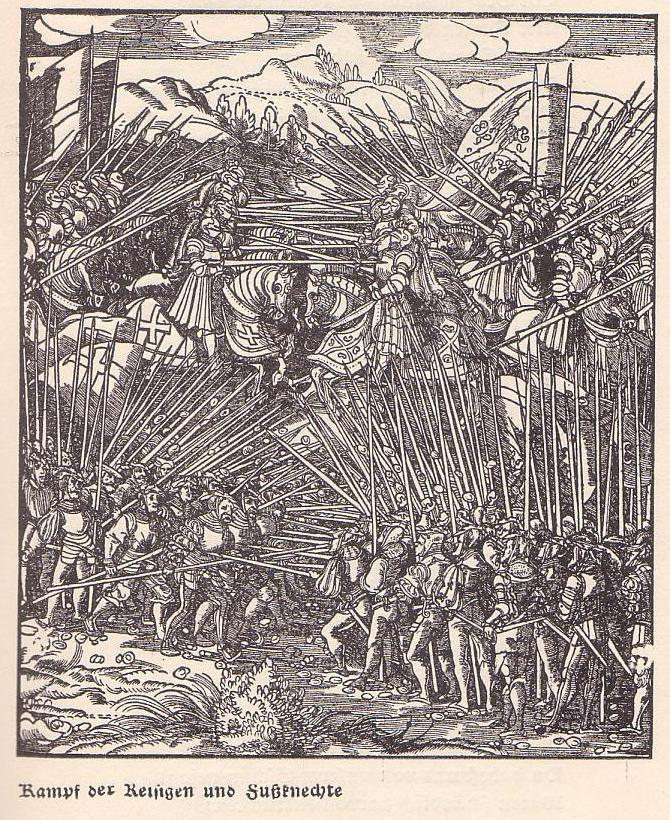
Lovasok és gyalogosok harca (Hans Burgkmair fametszete)

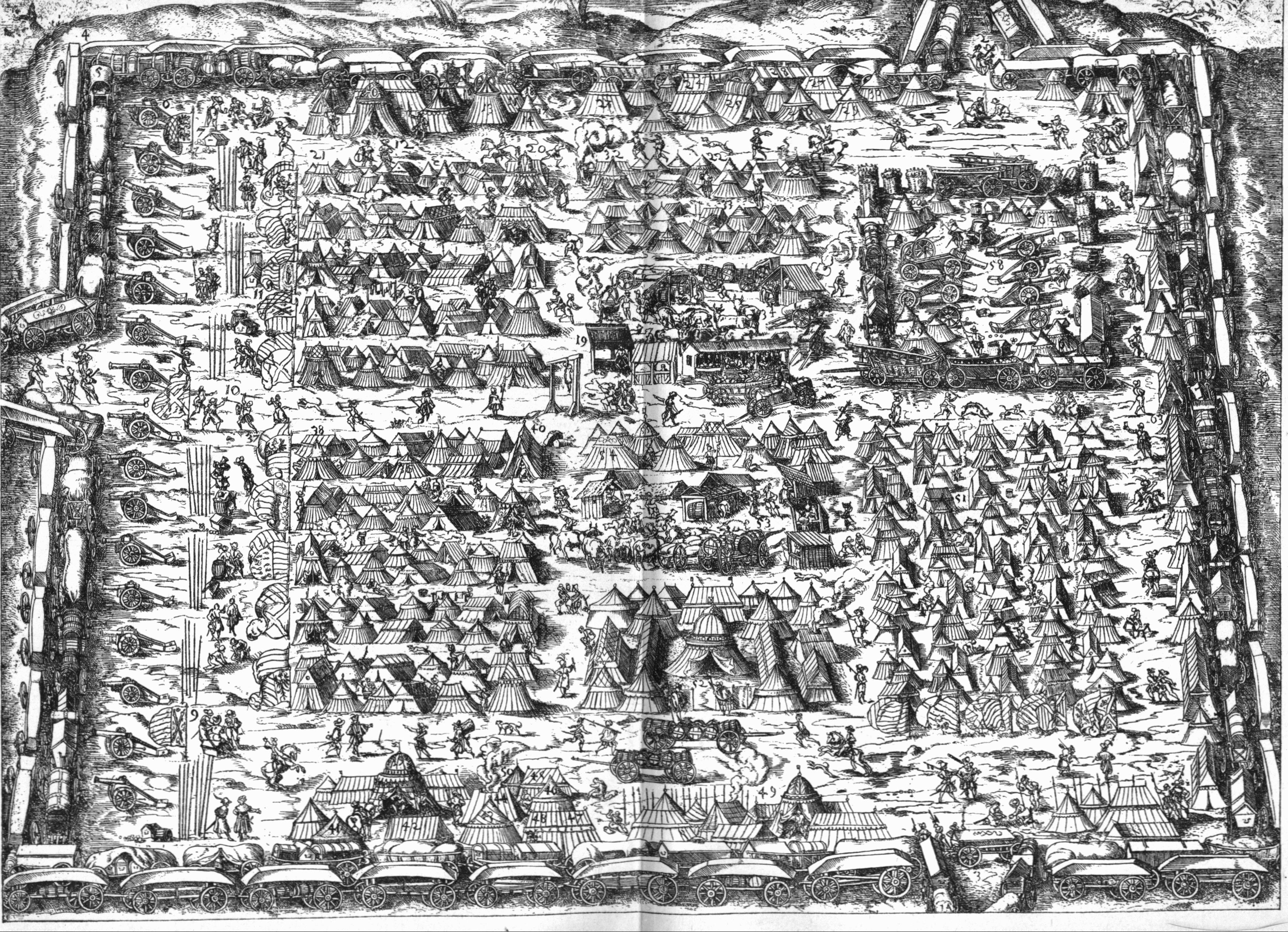
Szekérvárral biztosított tábor

A landsknecht-ezredek kezdetben a néhány ezer embert számláló svájci kompániákat vették példaként. Nem volt kiképzés, sem vonulási rend, ezért Georg von Frundsberg a saját tapasztalatai alapján alakította ki a taktikai rendszerüket. Ez magába foglalta az előőrsre, főerőre és utóvédre való felosztást, a lándzsások négyzetes csatasorba állását, a lövészek előkészületeit vagy az ellenséges harci alakzat gyenge pontjainak feltárását.
A csata kezdetén a muskétások előreléptek, és réseket lőttek az ellenség alakzatán. A rohamok között, illetve a közelharc kezdetekor a lövészek visszatértek a négyzet belsejébe, ahol a pikások megvédhették őket. A közelharcban először a „veszendők csapata” – vérvörös zászló alatt harcoló előőrs, amely az ezred mintegy 1/5-ét, 1/10-ét tette ki – próbálta megrendíteni az ellenség csatarendjét. Ez az önkéntesekből, elítélt bűnözőkből, kisorsoltakból álló, gyakran csak katzbalgerrel és kétkezes karddal felszerelt halálosztagok támadáskor előőrsként, visszavonulás esetén utóvédként harcoltak. Őket a főerő, a „fényes osztag” követte. Az első sorokban a kapitány állt tapasztalt és jól páncélozott kettős zsoldosaival; itt a pikások között kétkezes kardosok, ritkábban kerek pajzzsal és rövid lándzsával felszerelt zsoldosok próbáltak "utcát vágni" az ellenséges hadrendbe. A két szárnyon az őrmesterek tartották össze a kb. 18 főnyi széles és mély négyzet rendjét. A négyzet közepén a zászlós magasan, messziről láthatóan lobogtatta zászlaját, amely körül a csata sűrűjében újra és újra összegyűlhettek a lándzsások. A zászló közelében tartózkodtak a dobosok és a síposok, aki a csatazajt túlharsogva adták tovább a parancsjeleket.
A szemben álló alakzatok összecsapásakor megkezdődött a lökdösődés, a vagdosás és szurkálás. A katonák szorosan egymáshoz préselődtek, szinte a fegyverüket sem bírták mozgatni és az előrenyomuló első sorok egymáshoz szorultak. Ha az ellenség jól páncélozott volt, a lándzsák egy része az első ütközéskor eltörött, felfelé fordult vagy a nyélre faragott rovátkák ellenére hátracsúszott a landsknechtek markában. Ha az első sor a földre kényszerült, a második és a harmadik sor vette át a helyét, a hátsó sorok pedig nyomták-tolták őket előre. A visszavonulást csírájában el kellett fojtani, a menekülőket helyben megölték. A cél az volt, hogy visszanyomják az ellenséget és a hátrálás során felbomoljon a hadrendje; ekkor már nem volt megállás, levágták őket ás átgázoltak rajtuk.
Ha az ellenség a négyzet bekerítésével fenyegetett, a landsknechtek körbeálltak, előreszegezett lándzsáikkal „sünállást” vettek fel, míg a muskétások középre húzódtak. A huszitáktól eltanulták a szekérvárak használatát is, amelyek védelmi állásként, menedékhelyként szolgálhattak.

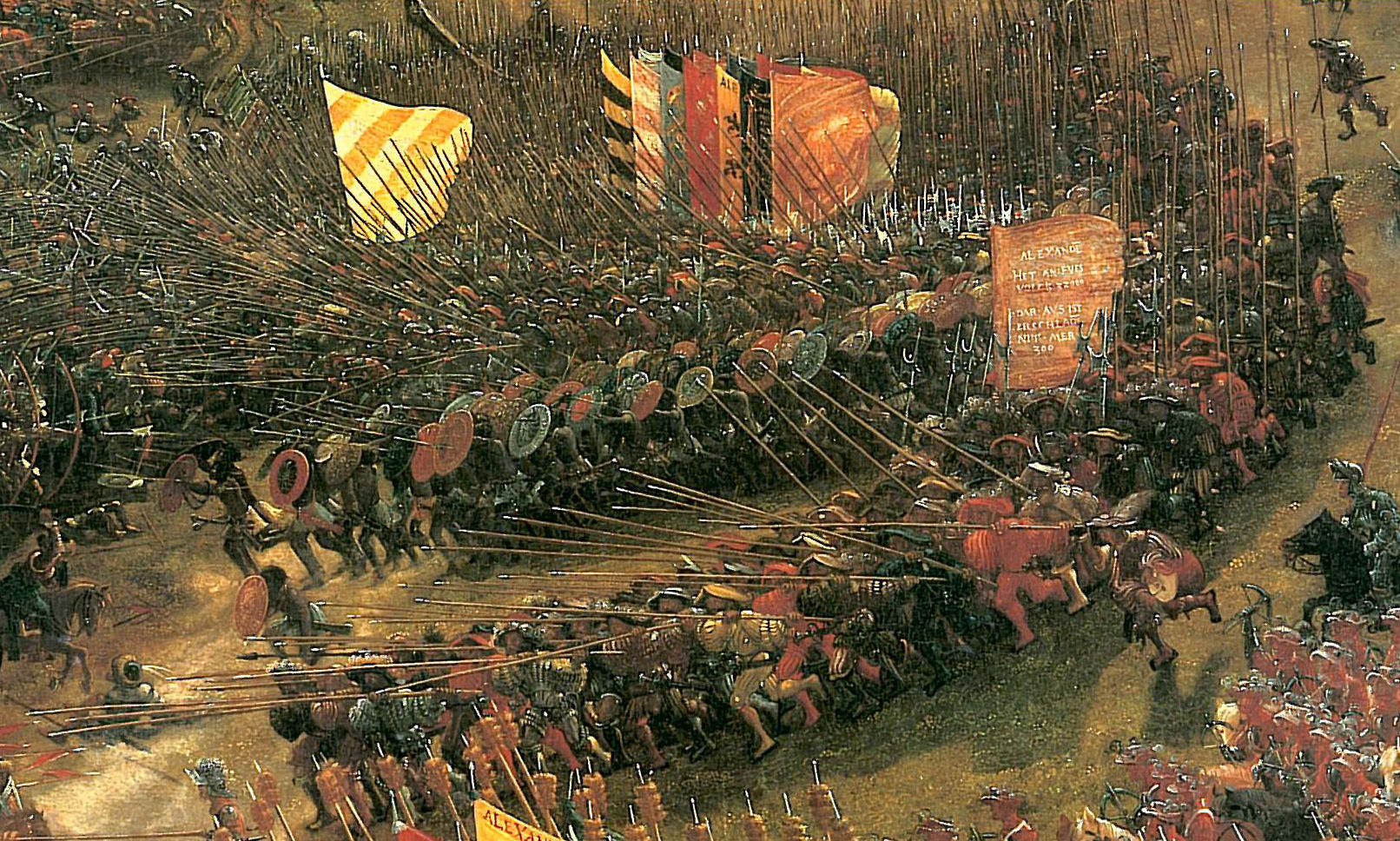
Landsknecht-alakzat (részlet Albrecht Altdorfer Nagy Sándor csatája c. képéről)

A gyalogsági négyzetek legfontosabb támogatója a tüzérség volt. Jól elhelyezve és kellő időben elsütve vasgolyóik mély réseket ütöttek a sűrű ellenséges hadrendben. A nehézkes töltés azonban nem tette lehetővé a gyors tüzelést és a mozgó célpontok elleni pontosság is hagyott kívánnivalót maga után. Emellett mozgatni is nehéz volt őket, így ellentámadás, manőverezés esetén az értékes ágyúk könnyen ellenséges kézre kerülhettek. Egy ágyú szállításához akár tíz lóra is szükség lehetett. A tüzérségnek ezért főleg hosszas állóharcokban vagy az ostromok során vehették hasznát.
A landsknechtek harci taktikáját a spanyol Gonzalo Fernández de Córdoba y Aguilar fejlesztette tovább, aki már 1495-ben kapott kétezer landsknechtet Miksától, hogy segítségükkel megreformálja a hadseregét. A spanyol gyalogság néhány év leforgása alatt kiváló hírnévre tett szert. Córdoba vezette be a tercio, más néven „spanyol négyszög” alakzatot. A négyszög méretét lecsökkentette, hogy könnyebben manőverezhessen, valamint sarkaira muskétásokat rakott az oldalak védelme és a tűzerő növelésének érdekében. A terciókat a csatatéren sakktáblaszerűen vonultatta fel, így fedezni tudták egymás oldalait. A harmincéves háborúig a legtöbb európai hadsereg gyalogsága ebben a négyzetes-szimmetrikus csatarendben harcolt.

## Életmódjuk
A landsknechtek többsége alacsony sorból származott, egyszerű parasztok, kézművesek, iparosok fiai, valamint sokszor kisstílű bűnözők voltak, akik a magasnak számító zsoldból és az esetleges fosztogatásból reméltek vagyont szerezni. Beállhattak közéjük az öröklésből kizárt nemesfiúk is. Eredetileg csak becsületes, jellemes férfiakat toboroztak, de később már bármiféle csőcseléket felvettek. A lakosság bizalmatlan volt velük szemben és félt tőlük. A 16. századi, a keresztrefeszítést ábrázoló német festményeken gyakori, hogy a római katonákat landsknechtként ábrázolják az erkölcstelenség és az istenkáromlás szimbólumaként.
A zsoldosok néha bőségben, máskor nyomorogva éltek. Ha alkalmazóik nem tudtak zsoldot fizetni, erőszakkal vették el, amire szükségük volt. Ha elbocsátották őket a szolgálatból, már csak csavargóknak tekintették őket, akik bandákba verődve koldultak vagy fosztogattak, elsősorban a parasztoktól. Ezek a zsoldosbandák egész vidékeket elpusztíthattak. Társadalmi marginalizálódásuk, lenézettségük mellett várható élettartamuk is rendkívül rövid volt. A harcban szerzett könnyebb sebesülés is elfertőződhetett és halálhoz vezethetett. Emellett a táborokban, ostromok idején gyakoriak voltak a járványok. Széleskörően elterjedtek köreikben a nemi betegségek. Egy korabeli mondás szerint ritkán látni öreg landsknechtet. A harcokban megrokkantaknak csak a koldusélet maradt.

### Öltözködésük

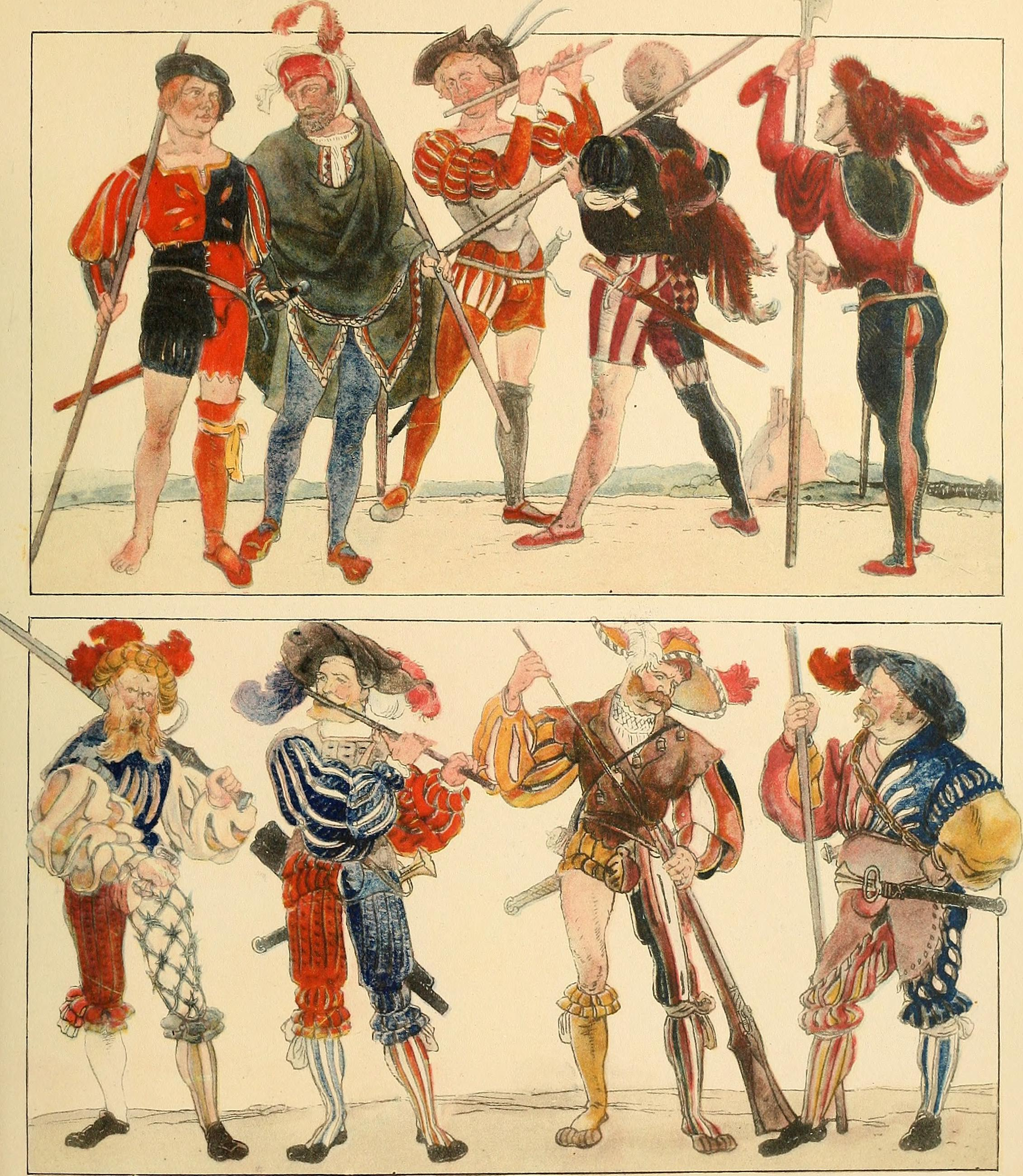
A landsknechtek ruházata (Geschichte des Kostüms 1905)

A landsknechtek merészségüket, bátorságukat extravagáns, provokatív öltözetükkel is kifejezték. Rendkívül színes ruházatuk buggyos, hasított bélésű zekékből és ingekből állt, fejükön sapkát és/vagy széles karimájú, tollakkal díszített barettet viseltek. Lábukra ún. tehénszájú cipőt húztak. Egyenruhájuk nem volt, a csatában a mellkasukra kötött, egyforma színű szalagról ismerték fel egymást.
Az ing fölé előtt megkötött bőrzekét, lábukra élénk színű harisnyát vettek. A hasított bélés divatjának eredete nem világos. Talán a 15. század végi szűk ruházat akadályozta őket a harcban, ezért felhasították, szövetdarabokat kötöttek az ujja köré, és a hasítékon kieresztették az alsóruhát. Népszerű volt a jobb- és baloldalon eltérő színű ruházat, az ún. "Mi-Parti". A landsknechtek impozánsan buggyos, hasogatott ruházatát, amellyel szembeszálltak a társadalmi helyzetet tükröző, szigorú öltözködési szabályokkal, a polgárság és a nemesség fennhéjázásnak, arcátlanságnak tekintette. Az 1503-as augsburgi birodalmi gyűlésen azonban (Miksa császár kezdeményezésére) megkapták a jogot, hogy tetszésük szerint öltözködhessenek. A landsknechtek hasított, buggyos ujjú és nadrágú ruházata nagyban befolyásolta a korabeli polgári divatot. Ruházatuk velencei, francia és spanyol hatásokat tükrözött, de egyáltalán nem volt egységes, általában csak a tisztek voltak felismerhetőek színes övükről. Néha a bal térdnél levágták a nadrágszárukat, hogy könnyebben forgathassák a pikájukat. A papok elszörnyedve jegyezték meg, hogy némelyikük kitömte nadrágja ágyékrészét, mintha férfiasságát fitogtatná. Ez a szokás a későbbi korok divatjába is átkerült.

## Híres landsknechtek

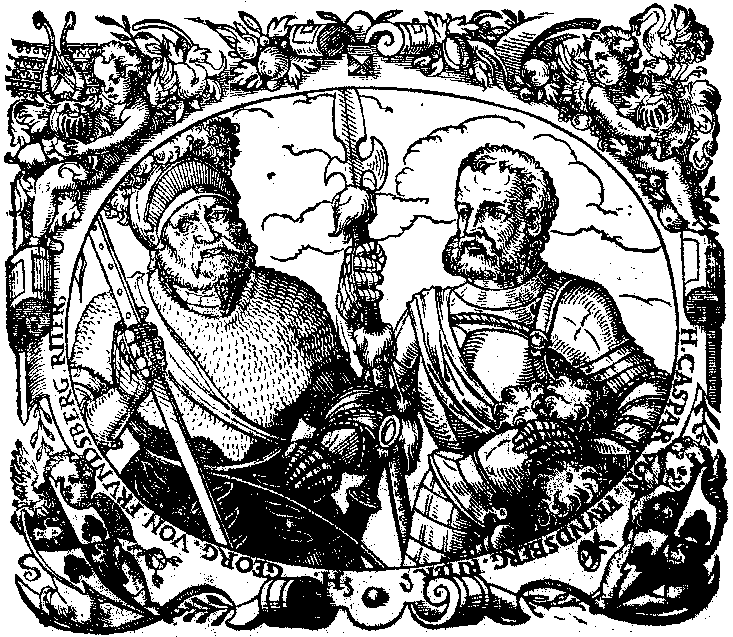
Georg von Frundsberg (balra) és fia, Caspar

- Götz von Berlichingen, a „vaskezű lovag”
- II. Erik braunschweig-calenbergi herceg
- Marx Sittich von Ems, a „parasztok mészárosa”
- Joß Fritz
- Georg von Frundsberg, a „landsknechtek atyja”
- Peter Füssli
- Florian Geyer, a lázadó parasztok egyik vezére
- II. Eitel Friedrich von Hohenzollern, a landsknechtek első generálisa
- III. Eitel Friedrich von Hohenzollern, II. Eitel Friedrich fia
- Ulrich von Hutten, humanista író
- II. Engelbert nassaui gróf, a Holland grófság első kormányzója
- Ludwig Pfyffer von Altishofen
- Wilhelm von Roggendorf
- Niklas von Salm
- Sebastian Schertlin von Burtenbach
- Ulrich Schmidl, kalandor és konkvisztádor
- Franz von Sickingen
- Hans Staden

## Fordítás
- Ez a szócikk részben vagy egészben  a   Landsknecht című német Wikipédia-szócikk ezen változatának fordításán alapul.  Az eredeti cikk szerkesztőit annak laptörténete sorolja fel. Ez a jelzés csupán a megfogalmazás eredetét és a szerzői jogokat jelzi, nem szolgál a cikkben szereplő információk forrásmegjelöléseként.